# Kanada
Kanada (anglicky a francouzsky Canada, anglická výslovnost [ˈkʰænədə], francouzská výslovnost [kanada]) je rozlohou druhá největší země světa (9,98 milionu kilometrů čtverečních), rozkládající se v severní části Severní Ameriky. Hraničí se Severním ledovým oceánem (sever), Atlantikem (východ), USA (jih a severozápad), Grónskem (východ) na přibližně kilometrové hranici na Hansově ostrově a Tichým oceánem (západ).
Kanada vznikla na území osídleném Indiány a Inuity jako unie britských zámořských teritorií a kolonií, z nichž některé byly předtím součástí francouzské koloniální říše. Nezávislost na Velké Británii získala mírovou cestou Zákonem o Britské Severní Americe z roku 1867 a Canada Actem v roce 1982.
Kanada je federací deseti provincií a tří spolkových teritorií. Je též parlamentní konstituční monarchií. Hlavou státu je kanadský král, jímž je britský monarcha; tato personální unie (země patří mezi Commonwealth realms) je poslední vazbou s bývalým kolonizačním centrem. Sama sebe definuje Kanada jako zemi dvoujazyčnou (oficiální jazyky jsou angličtina a francouzština), navíc je kupříkladu v teritoriu Nunavut oficiálním jazykem domorodá inuitština.
Jde o technicky vyspělou zemi disponující rozsáhlými přírodními a nerostnými zdroji. Kanadská ekonomika je desátá největší na světě, v žebříčku indexu lidského rozvoje je Kanada třináctá na světě. Je členem G7 a zóny volného obchodu se Spojenými státy a Mexikem.
Země má úzké politické a ekonomické vztahy s USA, s nimiž má dlouhou vojensky nestřeženou hranici. Jde o nejdelší hranici mezi dvěma státy na světě. Jediným dalším státem, u něhož lze smysluplně mluvit o hranici s Kanadou, je Dánsko, od jehož závislého území – Grónska – oddělují kanadské arktické ostrovy jen úzké průlivy a krátká pozemní hranice na neobydleném Hansově ostrově.
Navzdory své obrovské rozloze má Kanada poměrně málo obyvatel, asi 40 milionu lidí, a tedy i nízkou hustotu osídlení. Hlavním městem Kanady je Ottawa, nejlidnatějšími městy jsou Toronto, Montréal a Vancouver. Kanada je zakládajícím členem NATO.

## Název
Název Canada pochází z řeči prvních národů – konkrétněji kmene Huronů – a zní kanata a do češtiny jej lze přeložit jako „vesnice“, „uskupení vesnic“ či „osídlení“. V roce 1535 použili indiáni toto slovo pro označení osady Stadacona v rozhovoru s Jacquesem Cartierem. Ten je potom začal používat pro označení oblasti okolo své osady – dnes je součástí města Québec. Od roku 1547 se toto označení začalo objevovat na mapách jako označení rozsáhlé okolní oblasti. Tedy původní označení, Nová Francie, se přestávalo používat a Canada byl název území na sever od USA a na východ od Aljašky.
Francouzská kolonie Kanada, Nová Francie vznikla podél řeky svatého Vavřince a severně od Velkých jezer. Později získala území Velká Británie, která na něm posléze ustavila dvě kolonie: Horní (Upper Canada) a Dolní Kanadu (Lower Canada), dohromady označované jako Kanady The Canadas. Tyto zanikly v roce 1841, kdy byly sjednoceny v Sjednocenou kanadskou provincii (United Province of Canada). V roce 1867 se Kanada stala konfederací a britským dominiem, přičemž oficiálně byla označována jako Dominion of Canada, případně Canadian Confederation. S rostoucí mírou nezávislosti na Velké Británii se postupně stále častěji vypouštělo ze jména Dominion of. V roce 1982 byl přijat Canada Act, který uvádí jako jediné oficiální jméno země Canada. V témže roce došlo také k přejmenování státního svátku Dominion Day na Canada Day.

## Historie

### První národy

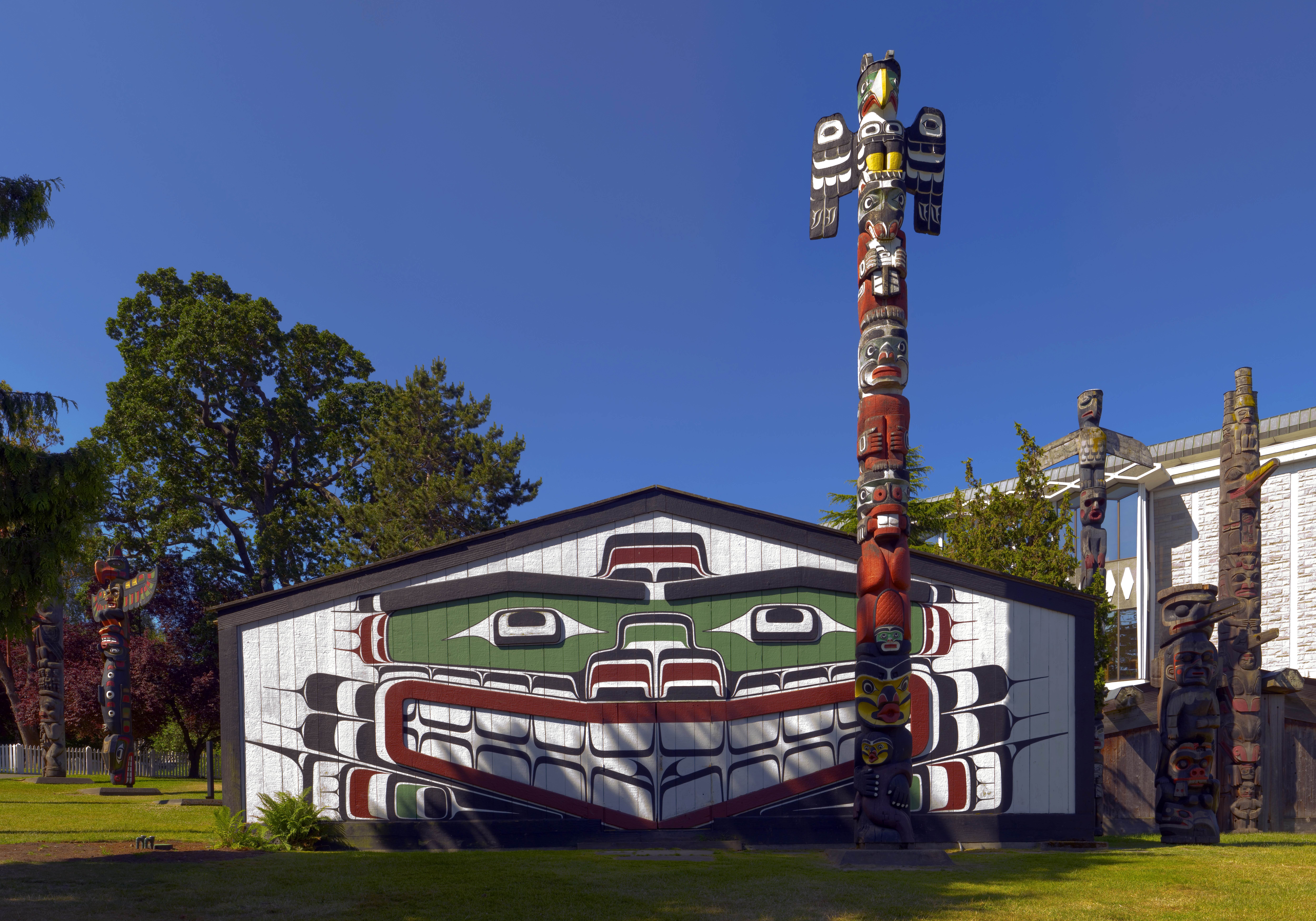
Totem Kvakiutlů v Britské Kolumbii

Před 50 000–17 000 lety, během čtvrté doby ledové, neboli tzv. Wisconsinu, snížená hladina moře umožnila lidem postupovat přes dnešní Beringovu úžinu (přes tzv. Beringii) ze Sibiře na americký kontinent. Území Kanady bylo ovšem blokováno ledovcovým příkrovem (tzv. Laurentijský ledovec). Tisíce let se tak lidské osídlení omezovalo na Aljašku a Yukon. Nejstarší stopy po paleoindiánech na území Kanady byly nalezeny na ostrově Haida Gwaii, v jeskyni Bluefish a v mokřadu Old Crow (obojí na území Yukonu). Byli to lovci a sběrači a zanechali po sobě kamenné nástroje. Lovili velké savce.
Severoamerické klima se stabilizovalo kolem roku 8000 př. n. l. Ledová plocha začala ustupovat, z roztáté vody vznikala jezera, včetně Velkých jezer. Od 2000 let př. n. l. začínají archeologové rozlišovat jednotlivé indiánské kultury. Na území Kanady působily tři klíčové indiánské skupiny: nejvýznamnější z nich byly Algonkinské kmeny mluvící různými algonkinskými jazyky, které obývaly především oblast Velkých jezer a řeky Svatého Vavřince a větší část východní poloviny moderní Kanady.
Významní byli rovněž Irokézové, kteří původně sídlili v oblasti dnešního New Yorku (na území dnešních Spojených států), ale pozvolna rozšířili svůj vliv do jižního Ontaria a Montrealské oblasti dnešního Québecu. Zde se dostali do kontaktu s Algonkiny a vytvořilo se mezi nimi tuhé nepřátelství. Roku 1142 vytvořili Irokézové tzv. Irokézskou ligu, nejvýznamnější pozdní indiánskou politicko-vojenskou strukturu severní Ameriky.
Třetí klíčovou skupinou byli mluvčí jazyků na-dené, kteří jsou příbuzní současných obyvatel Sibiře. Tyto kmeny přišly do severní Ameriky okolo roku 6000 př. n. l., tedy později než Algonkinové a liší se od nich jazykově i etnicky. Osídlily zejména severozápad Kanady (část migrovala na jih USA).
Ke třem hlavním okruhům nepatří některé izolované indiánské kmeny jako Haidové žijící především na Haida Gwaii u pobřeží Britské Kolumbie, nebo Kvakiutlové obývající pobřeží Britské Kolumbie a severní část ostrova Vancouver, kde žil i kmen Nuu-chah-nulth. Právě v těchto oblastech bylo zaznamenáno nejvíce totemových polí a slavností zvaných potlač, jejichž studium sehrálo velkou úlohu v rozvoji moderní etnologie a antropologie. Specifické obyvatelstvo se usadilo i v Kanadském arktickém souostroví, kde se již kolem roku 500 př. n. l. utvořila významná paleo-eskymácká kultura Dorset. Dnešní Inuité do této oblasti přišli až kolem roku 1500 z Grónska a původní eskymácké obyvatelstvo vytlačili.

### Evropská kolonizace

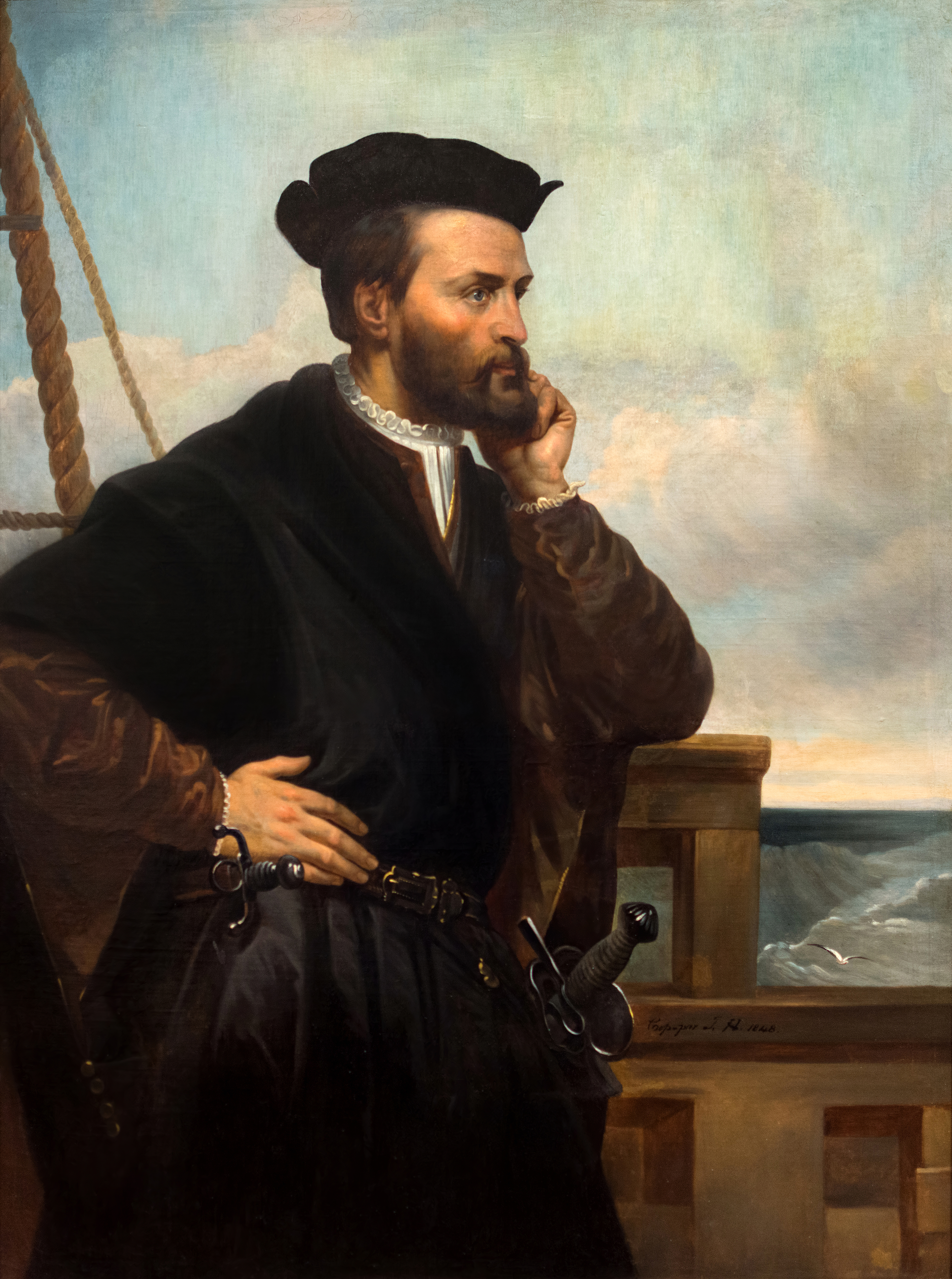
Jacques Cartier na svých třech výpravách podrobně prozkoumal pobřeží Newfoundlandu a záliv svatého Vavřince, čímž otevřel cestu francouzské kolonizaci.

První evropské osídlení založili na kanadském území Vikingové okolo roku 1000 v L'Anse aux Meadows, to však existovalo pouze krátce a z dlouhodobého hlediska nemělo žádný význam. Kanada (resp. její východní pobřeží) byla pro Evropu znovu objevena na přelomu 15. a 16. století výzkumnou plavbou Johna Cabota (1497), další výpravy sem podnikli Jacques Cartier (1534), Martin Frobisher (1576), Samuel de Champlain (1603) a další. První dlouhodobé evropské osídlení zde založili Francouzi. Šlo o Port Royal (1605) a Québec (1608). Angličané je následovali v roce 1610 v oblasti Newfoundlandu. S příchodem Evropanů se na kanadském území začaly rychle šířit evropské choroby, které decimovaly původní obyvatele a otevíraly kolonistům cestu do indiánských území.
Francouzi v 17. století kolonizovali okolí řeky sv. Vavřince, zatímco Britové osidlovali třináct kolonií na východním pobřeží dnešních USA. Společnost Hudsonova zálivu se soustředila na oblast Země prince Ruprechta. V letech 1689–1763 došlo k sérii tzv. francouzských a indiánských válek. Tyto války vyústily v zánik francouzské moci v Kanadě, která připadla Velké Británii.
Ta v roce 1774 schválila pro uklidnění situace tzv. Quebec Act, který akceptoval katolické náboženství, francouzský civilní zákoník a francouzštinu jakožto úřední jazyk na území provincie Québec.

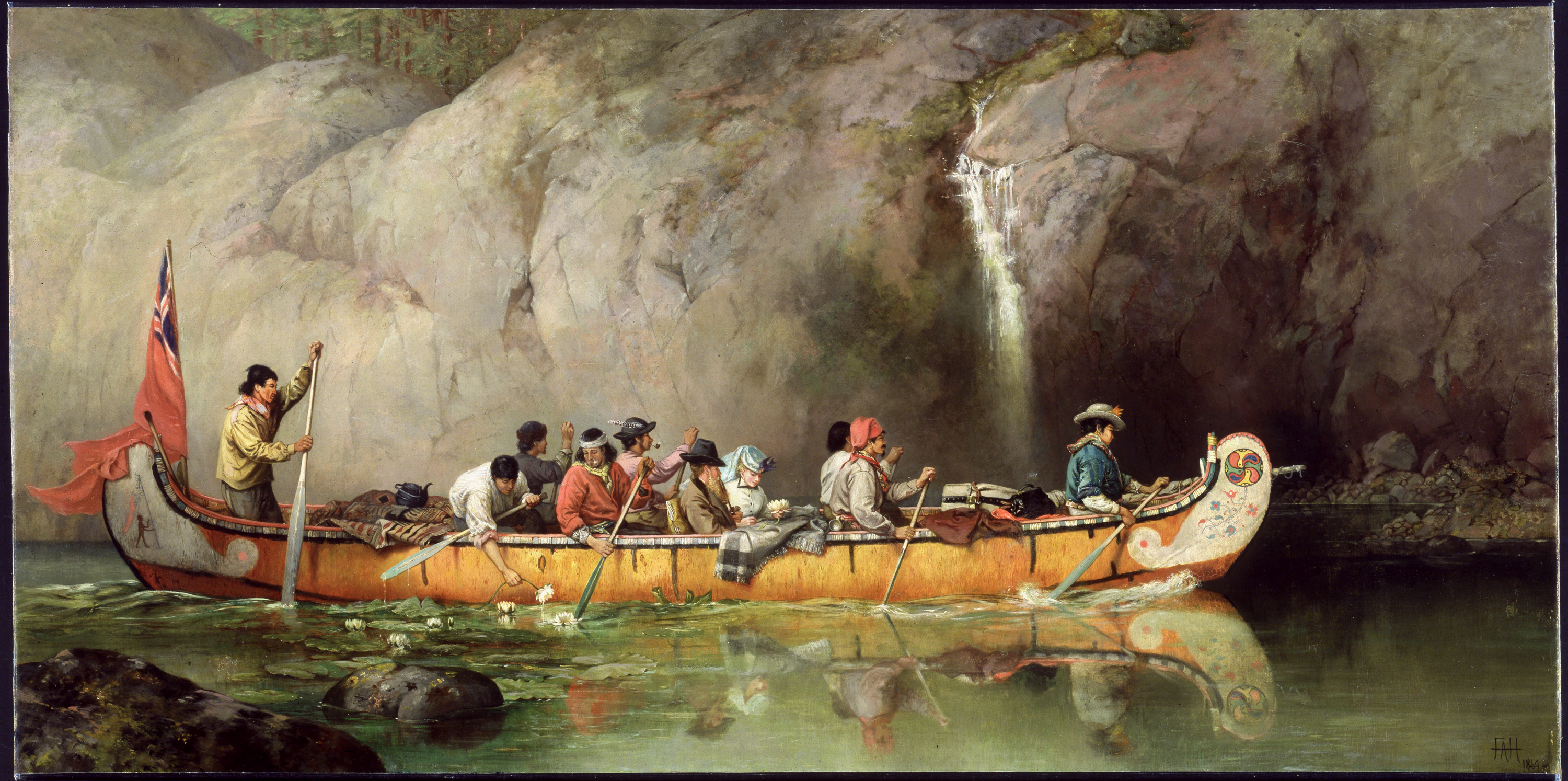
Obchodníci s kožešinami pracující pro HBC prozkoumali kanadské vnitrozemí.

Za americké války za nezávislost se Kanada nepřipojila k povstání 13 kolonií a stala se cílovou zemí desítek tisíc loajalistů odcházejících z území dnešních USA. Tím se dostala na území Québecu řada anglicky mluvících protestantů usídlujících se zejména v oblasti Velkých jezer. To vedlo k pozdějšímu rozdělení provincie Québec na Horní a Dolní Kanadu, pro Horní Kanadu (nynější provincie Ontario) nebyl Quebec Act nadále relevantní.
V britsko-americké válce v letech 1812–1815 hrála kanadská fronta enormně důležitou roli. USA se opakovaně pokoušely obsadit Horní i Dolní Kanadu, ale jejich vpády byly odraženy. Významný byl v tomto ohledu postoj indiánského obyvatelstva, které podporovalo spíše Brity (na britské straně bojovaly hlavní kmeny z oblasti Velkých jezer i Tecumsehova aliance), jakož i místních kolonistů. Války se francouzští obyvatelé většinou neúčastnili a pokud ano, tak většinou na straně Britů. Válka s USA skončila nakonec uznáním statu quo ante.

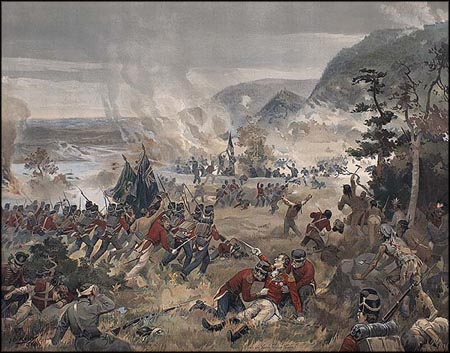
Smrt generála Brocka. V bitvě na Queenston Heights byl tvrdě odražen první pokus Američanů o dobytí Horní Kanady, zároveň zde však kulkou odstřelovače zahynul patrně nejlepší britský velitel britsko-americké války.

Následovala expanze na sever a západ za pomoci Severozápadní společnosti a Společnosti Hudsonova zálivu, která intenzívně probíhala již několik desetiletí. V roce 1837 došlo k povstání části francouzského obyvatelstva (viz povstání roku 1837). Po jeho potlačení se Británie rozhodla vytvořit z Horní a Dolní Kanady jeden celek (Sjednocená kanadská provincie).
V roce 1846 byly podepsáním Oregonské úmluvy ukončeny teritoriální spory mezi USA a Kanadou (za hranici na západě byla určena 49. rovnoběžka). Prudký růst kanadské populace díky velké imigraci z Evropy i vysoké porodnosti vedl k osidlování kanadského vnitrozemí a zakládání nových kolonií: Vancouver a Britská Kolumbie. Zároveň někteří Evropané začali Kanadu opouštět a odcházeli do USA. V roce 1867 byl přijat Zákon o Britské Severní Americe, který sjednotil britské severoamerické kolonie Sjednocená provincie Kanada, Nové Skotsko a Nový Brunšvik v jediné, už do značné míry autonomní dominium. Krátce poté došlo k znovuvytvoření provincií Ontario a Québec. Do těchto provincií byla začleněna Ruprechtova země a přičleněny byly oblasti bývalé Severozápadní společnosti jakožto Severozápadní teritoria a nově vytvořená provincie Manitoba. Následně byla připojena Britská Kolumbie (od roku 1866 sjednocená s Vancouverem). Osidlování nových území bylo podpořeno mimo jiné výstavbou tří transkontinentálních železnic a ustavením královské severozápadní jízdní policie. V roce 1873 se připojila další kolonie (Ostrov prince Edvarda) a provinční status získaly části Severozápadních teritorií: Alberta a Saskatchewan (1905).
Roku 1876 byl přijat Zákon o Indiánech, který definoval vztah mezi kanadskou vládou a vládami Prvních národů. Dále ustanovil systém Kandských rezidenčních škol pro původní obyvatele, které se staly nástrojem kulturní genocidy původního obyvatelstva (vyšetřování ohledně celkového počtu obětí probíhá ještě v roce 2023). 

### 20. století

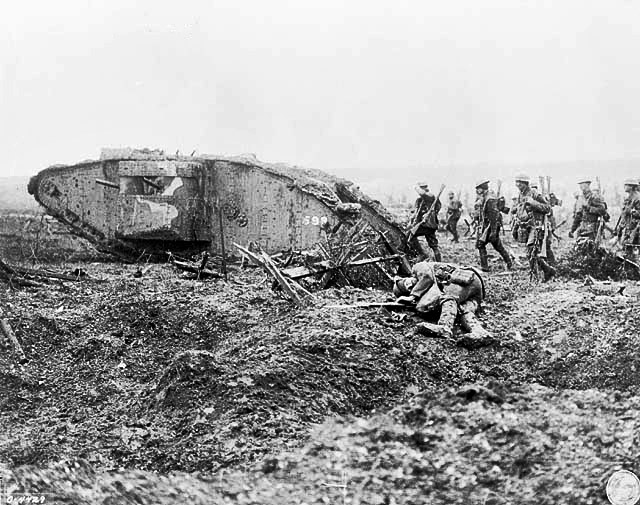
Kanadská pěchota postupující za tankem v bitvě u Vimy Ridge.

Kanada vstoupila do první světové války automaticky vyhlášením války Velkou Británií a vyslala na evropská bojiště kontingent složený převážně z dobrovolníků. Ztráty však byly natolik těžké, že pro doplnění kanadských sil v roce 1917 musel premiér Robert Borden vypsat povinné odvody do armády.
V roce 1919 Kanada v rámci dalšího osamostatňování sama za sebe vstoupila do Společnosti národů a v roce 1931 Westminsterský statut potvrdil její nezávislost. Velká hospodářská krize na přelomu 20. a 30. let zasáhla Kanadu velmi silně, vše ještě zhoršilo mimořádné sucho. Proto se v Kanadě 30. léta 20. století nazývají Dirty Thirties.
Před druhou světovou válkou Kanada podporovala politiku appeasementu vůči Německu, po přepadení Polska pak její premiér William Lyon Mackenzie King prosadil v kanadském parlamentu vyhlášení války (10. září). Je nutno dodat, že kanadská vláda nikdy neuznala německou okupaci českých zemí, tím pádem bylo bývalému československému generálnímu konzulovi Dr. Františku Pavláskovi povoleno zůstat v Kanadě a byla respektována jeho diplomatická privilegia a konzulární práva. Během války došlo k obrovskému rozvoji válečného průmyslu, Kanada zásobovala jeho produkty nejen Velkou Británii, ale i USA a SSSR. Její pozemní jednotky byly nejdříve dislokovány převážně ve Velké Británii, později se účastnily válečných operací. Obchodní i válečné loďstvo hrálo enormně významnou roli v bitvě o Atlantik.
V roce 1949 se do té doby formálně nezávislé Dominium Newfoundland připojilo ke Kanadě jako její 10. provincie. Ve stejném roce byla Kanada zakládajícím členem NATO. V roce 1956 reagovala OSN na suezskou krizi vytvořením mimořádných mírových sil OSN, které dohlížely na stažení znepřátelených stran. Šlo o návrh kanadského ministra zahraničí (a budoucího premiéra) Lestera B. Pearsona, který za to roku 1957 získal Nobelovu cenu míru. Suezská krize měla však i dopad na veřejné mínění a zahraniční politiku Kanady, když vedla k jistému odcizení mezi Británií a Francií na straně jedné (útočící strany v Suezské válce) a Kanadou na straně druhé. Symbolem tohoto postupného procesu pak bylo, když si Kanada v roce 1965 vytvořila novou vlajku s javorovým listem, čímž z jejího státního praporu zmizel britský Union Jack.

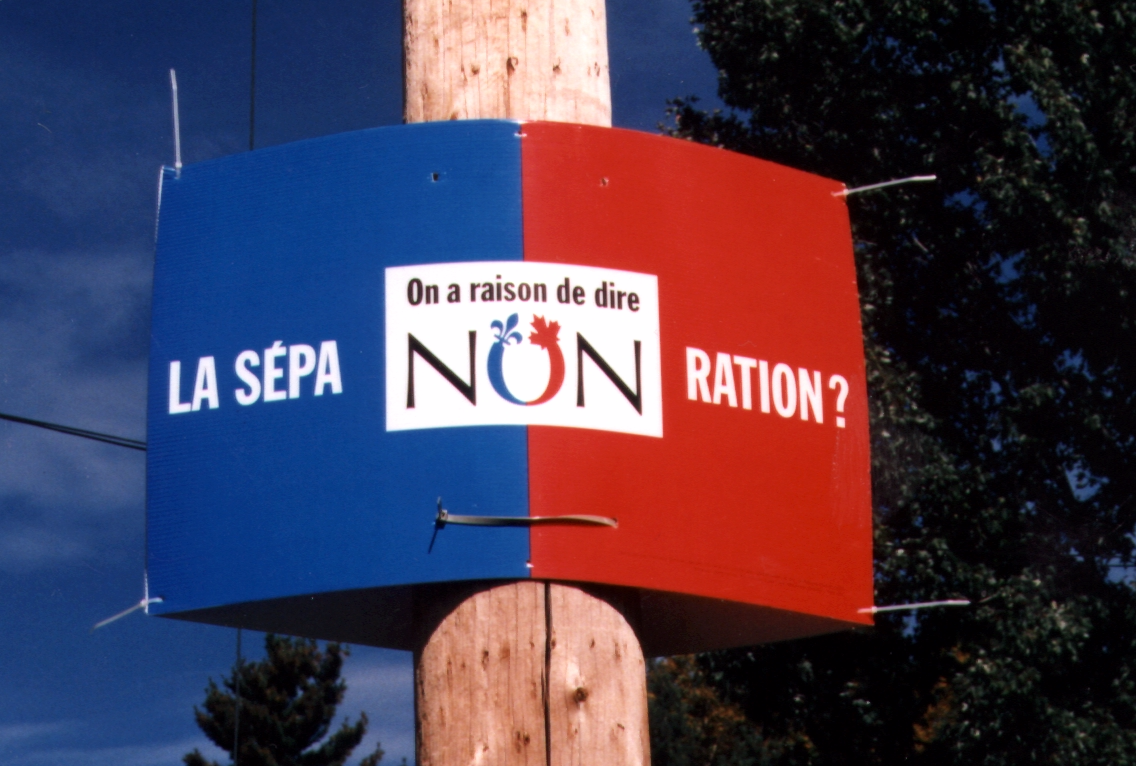
Plakát k referendu o nezávislosti Québecu z roku 1995

V důsledku silné poválečné imigrace z různých evropských zemí a USA došlo postupně ke změně demografické situace v Kanadě. Hodně též přispěla válka ve Vietnamu, během níž se řada Američanů přesídlením vyhýbala branné povinnosti. Výsledkem byla tzv. tichá revoluce v Québecu, kde zřetelně poklesl podíl francouzsky mluvících obyvatel a došlo k výrazné sekularizaci společnosti. Tento jev ale zároveň posílil nacionalistické a separatistické tendence zejména u francouzsky mluvících obyvatel.
Během roku 1981 došlo k dohodě tzv. o patriaci (Patriation) ústavy, která měla definitivně učinit Kanadu nezávislou zemí. 17. dubna 1982 tak došlo i přes odpor představitelů Québecu k schválení nové verze ústavy, podle níž se Kanada stala zcela nezávislou zemí, v jejímž čele stojí kanadský král. Země je však díky hlavě státu nadále propojena personální unií s Velkou Británií.
Sociální a společenské změny v rámci kanadského zřízení a zmíněných ústavních změn vedly k prudkému nárůstu autonomizačních a separatistických snah Québecu a výsledkem byla dvě referenda o osamostatnění této provincie. V prvním bylo jednoznačně odmítnuto (1980, ještě před změnou ústavy), výsledek druhého byl již velmi těsný (1995, pro odtržení 49,4% hlasujících). Kanadský nejvyšší soud však vydal v roce 1997 stanovisko, že Québec nemá právo na jednostranné vyhlášení nezávislosti. Separatistické hnutí v Québecu ovšem stále pokračuje v činnosti a víceméně odmítá toto stanovisko akceptovat.
V průběhu poválečných let docházelo ke stále větší ekonomické integraci mezi Kanadou a USA. Ta v roce 1987 vyústila v kanadsko-americkou smlouvu o volném obchodu (Canada-United States Free Trade Agreement), která vytvořila kanadsko-americkou zónu volného obchodu. Pod silným americkým vlivem jsou též kanadská média (v americkém příhraničí a v anglicky mluvících částech země obecně skomírající pod konkurencí médiích amerických), což vede na jedné straně ke snahám ještě více posílit integraci obou zemí (existuje zde signifikantní skupina usilující o vytvoření tzv. Severoamerické unie). 1. dubna 1999 došlo k poslední změně v nejvyšším administrativním členění země, když bylo ze Severozápadních teritorií vyčleněno teritorium Nunavut.

## Státní symboly

### Vlajka
Kanadská vlajka je tvořena listem o poměru stran 1:2 se třemi svislými pruhy – červenými při žerdi a u vlajícího okraje, bílým uprostřed, ve kterém je umístěn stylizovaný jedenácticípý javorový list.

### Znak
Štít kanadského státního znaku je rozdělen na pět polí, každé z nich nese znak země, jejíž obyvatelé osidlovali Kanadu. Heraldicky pravým štítonošem je zlatý anglický lev držící žerď s vlajkou Spojeného království, levým štítonošem je bílý skotský jednorožec držící žerď s vlajkou zobrazující tři zlaté lilie na modrém poli symbolizující Francii. Tito štítonoši stojí na modré stuze se zlatým latinským nápisem A MARI USQUE AD MARE (česky Od moře k moři). Štít obtáčí červená stuha se zlatým heslem Řádu Kanady: DESIDERANTES MELIOREM PATRIAM (česky Ti, co se zasloužili o lepší zemi). Na štítu stojí zlatá přilba se červeno-stříbrnými přikryvadly. Na ní stojí zlatý anglický lev držící v tlapě červený javorový list, a nad ním je královská koruna sv. Eduarda.

### Hymna
Kanadská hymna je píseň O Canada! (česky Kanado!). Píseň nahradila skladbu God Save the Queen, která je od té doby pouze královskou hymnou Kanady.

## Geografie

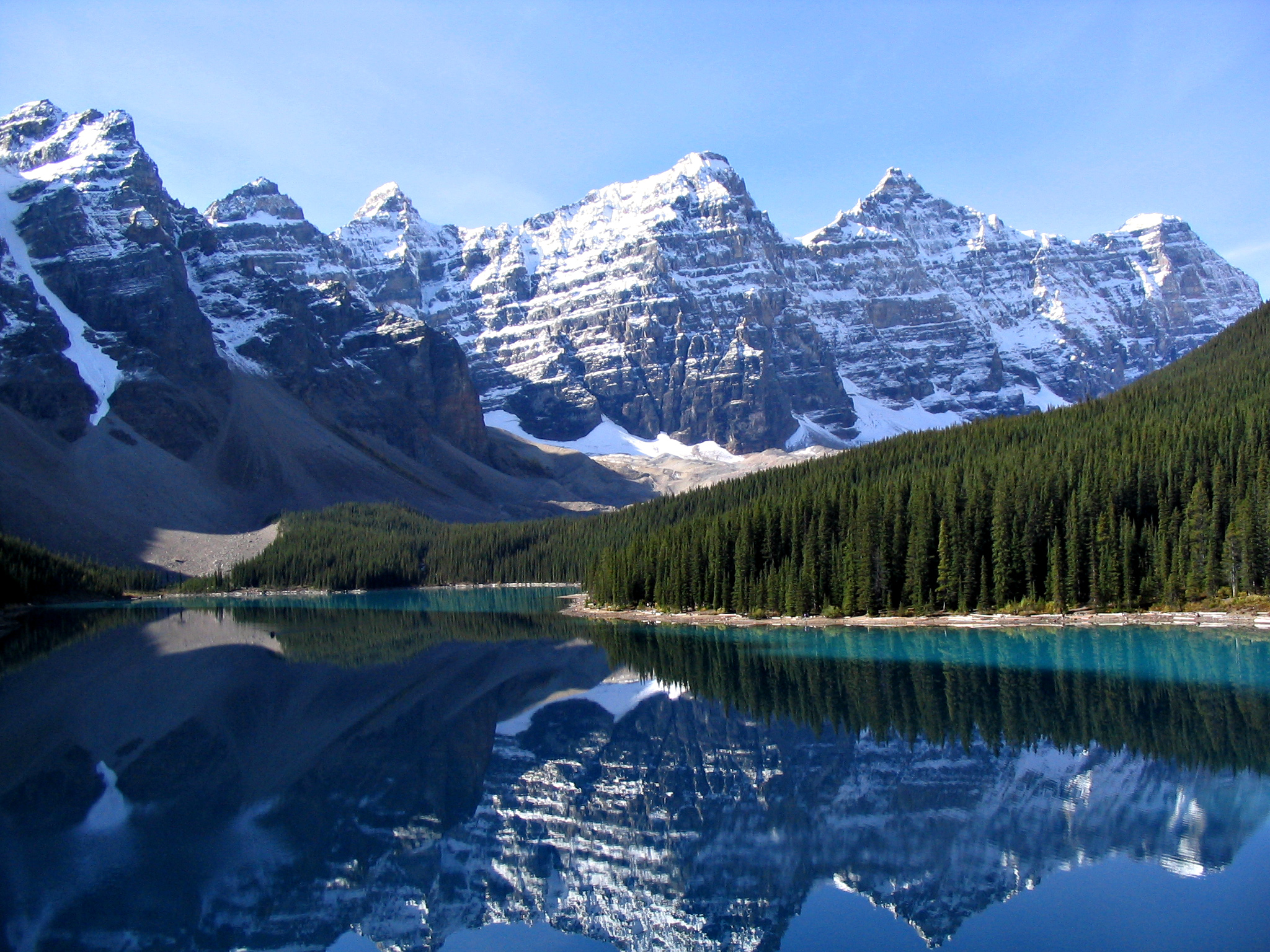
Jezero Moraine ve Skalnatých horách.

Kanadské území zahrnuje severní část Severní Ameriky. Na severu k němu patří řada arktických ostrovů zasahující až k Severnímu ledovému oceánu. Na severovýchodě jsou tyto ostrovy úzkými průlivy odděleny od dánského Grónska. Kanada reklamuje od roku 1925 své právo na část Arktidy mezi 60 a 141° západní délky, tyto nároky však neuznávají všechny státy. Na východě je pobřeží Atlantiku, na jihu dlouhá hranice s USA (postupně od východu jde o státy Maine, New Hampshire, Vermont, New York, Pensylvánie, Ohio, Michigan, Wisconsin, Minnesota, Severní Dakota, Montana, Idaho a Washington) a na západě pacifické pobřeží a dlouhá hranice s americkým státem Aljaška. Od New Yorku po Minnesotu tvoří hranici s USA systém Velkých jezer a s ním související řeky.
Hustota osídlení kanadského území je 3,26 obyvatel/km² (jedna z nejnižších na světě), ale rozmístění obyvatelstva je velmi nerovnoměrné. Většina obyvatel je soustředěna v jižní a východní části země, zejména ve 160 km dlouhém pásu okolo amerických hranic a v koridoru Québec-Windsor. Nejsevernějším trvale osídleným místem Kanady (a světa) je CFS Alert (stanice kanadských sil Alert) na severním výběžku Ellesmerova ostrova, asi 830 km od severního pólu.
Středo-severní část Kanady tvoří tzv. Kanadský štít, který obklopuje Hudsonův záliv. Jde o oblast skal odřených předchozí činností ledovců. Je zde jen slabá vrstva půdy (pokud vůbec), bohatě minerálů a řada jezer a řek. Celkově je Kanada zemí s největším počtem jezer na světě a v těchto jezerech se nachází též největší světová zásoba sladké povrchové vody. Nejdelšími kanadskými řekami jsou Mackenzie (4200 km) a řeka sv. Vavřince (3000 km).

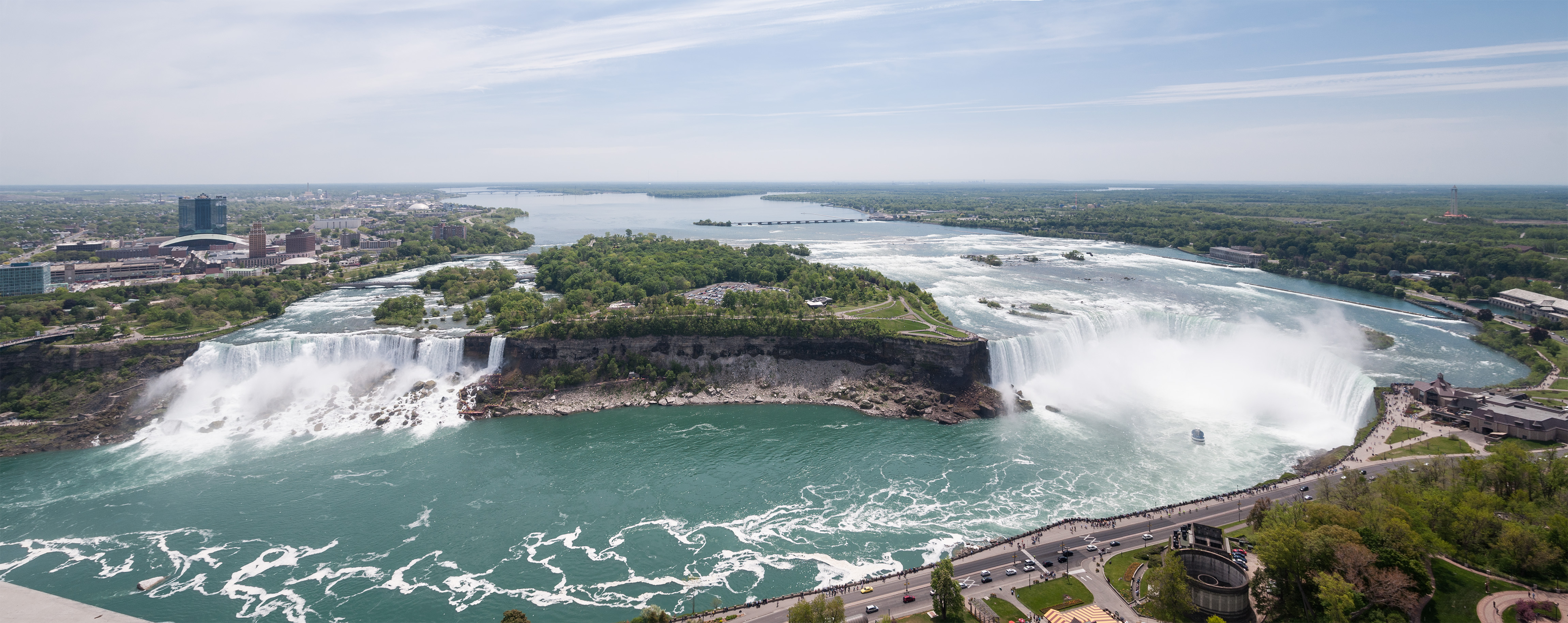
Niagarské vodopády.

Ve východní části Kanady ústí řeka sv. Vavřince do Atlantiku největším nálevkovitým ústím na světě. V podstatě za ně lze považovat celý záliv sv. Vavřince. Na konci zálivu leží ostrov Newfoundland. Jižně od zálivu a poloostrova Gaspésie leží tzv. Přímořské nebo Pobřežní provincie. Faktem je, že tento název by se dal teoreticky použít pro každou provincii vyjma Alberty a Saskatchewanu, ovšem označují se tak zpravidla pouze tyto tři, které nemají žádné hluboké vnitrozemí. Nový Brunšvik a Nové Skotsko jsou zde rozděleny zálivem Fundy, který je známý vysokým rozpětím mezi přílivem a odlivem.
Střed Kanady je z klimatického i tranzitního hlediska silně ovlivněn na severu hluboko do severoamerické pevniny se vlamujícím Hudsonovým zálivem a Jamesovou zátokou, na jihu systémem Velkých jezer. Na západě se pak nacházejí jednak prérie se třemi tzv. Prérijními provinciemi, které Skalisté hory odtínají od jediné „pacifické“ provincie, Britské Kolumbie.
Nejvyšší horou Kanady (a druhou nejvyšší horou Severní Ameriky) je Mount Logan. Nachází se v jihozápadním Yukonu, na území národního parku a rezervace Kluane, jež byla zapsána na seznam světového přírodní dědictví UNESCO. Před rokem 1992 byla přesná výška hory udávaná 6050 metrů nad mořem. V květnu 1992 vylezla na vrchol expedice Kanadské geologické společnosti a s použitím GPS opravila její skutečnou výšku na současných 5959 metrů. Nejvýznamnějšími pohořími jsou Appalačské pohoří, severní část Kordiller a Skalnaté hory.
Z vegetačního a klimatického hlediska přechází arktické území ledových pouští přes tundru a severský jehličnatý les až k prériím a smíšeným a listnatým lesům mírného pásu na jihu. Velká jezera pak stabilizují přilehlá území tak, že tam mrzne jen málo a na některých místech se díky příznivým mikroklimatickým podmínkám dají pěstovat i různé subtropické až tropické rostliny (např. oblast Niagarského poloostrova).

### Ochrana přírody

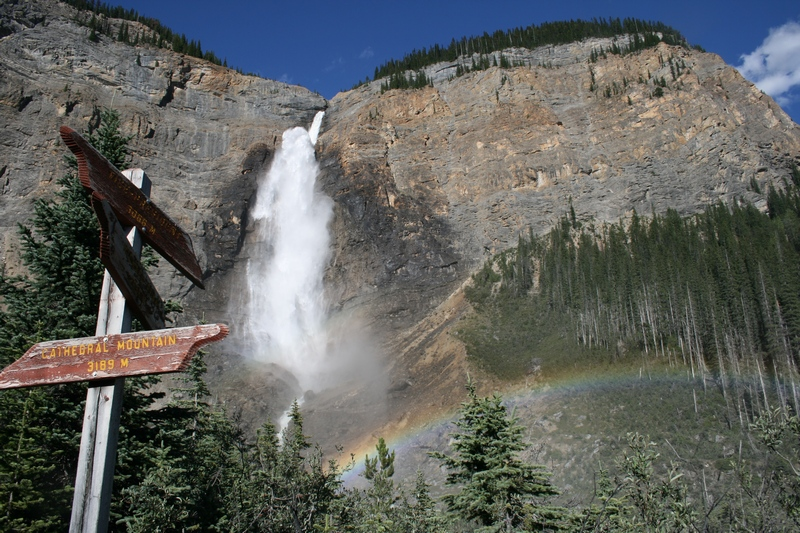
Národní park Yoho

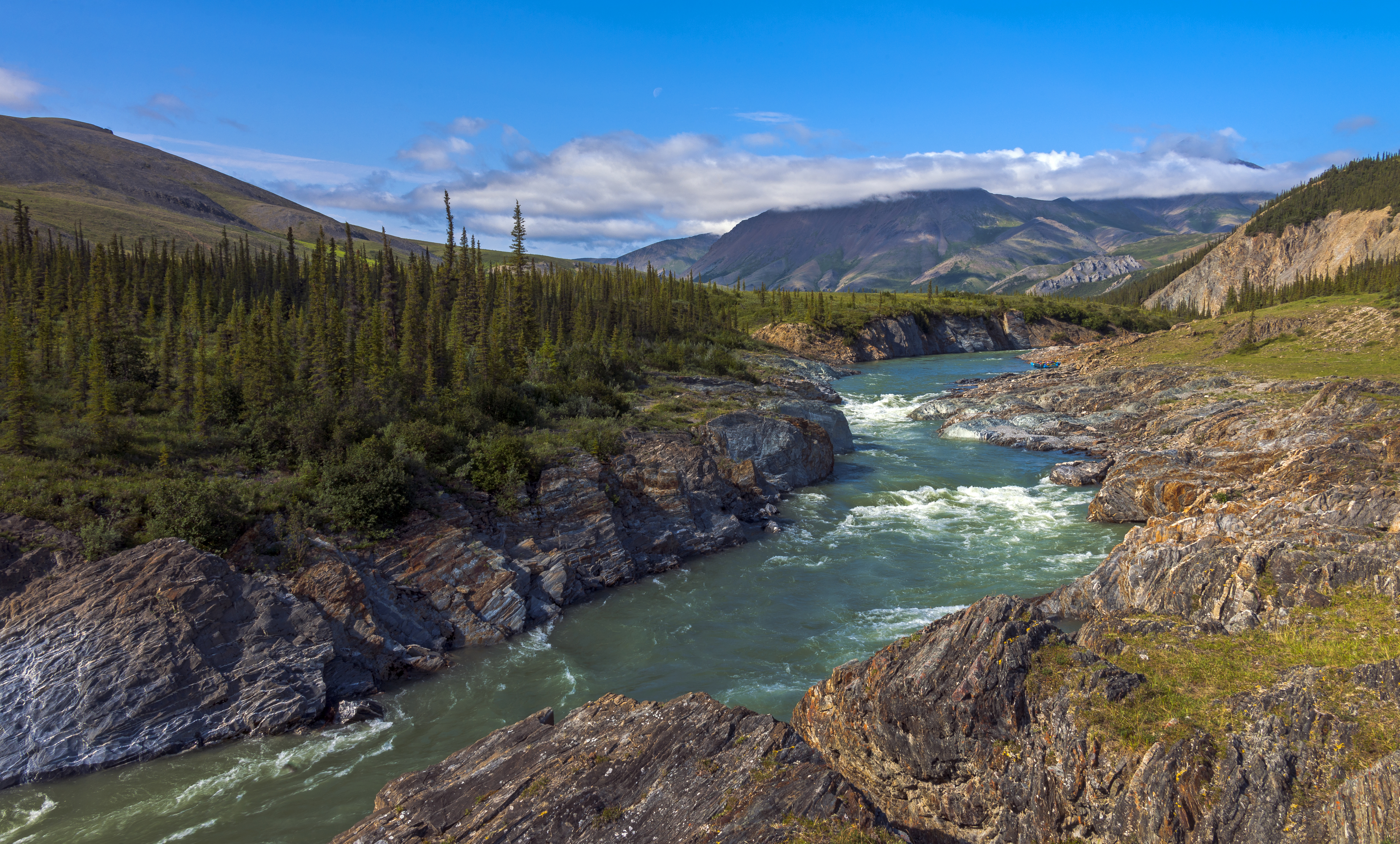
Národní park Ivvavik

Kanadské národní parky spravuje vládní organizace Parks Canada. První kanadský národní park, Národní park Banff v jihozápadní Albertě, byl založen již v roce 1885. Proces zřizování národních parků v počátcích zahrnoval nucené vysídlování domorodých i nepůvodních obyvatel, časem se však od této praxe upustilo. V roce 1930 byl přijat zákon o národních parcích. V roce 1979 došlo k významné novelizaci, která silně omezila možnosti těžby nerostných surovin v parcích. Národní park Banff byl v roce 1984 zapsán na seznam světového přírodního dědictví UNESCO, do položky Parky kanadských Skalnatých hor, spolu s dalšími třemi národními parky: Národní park Jasper, Národní park Yoho a národní park Kootenay. Samostatně pak byly na stejný seznam zapsány Národní park Gros Morne, Národní park Kluane (součást položky Kluane / Wrangell–St. Elias / Glacier Bay / Tatshenshini-Alsek), Národní park Nahanni, Národní park Waterton Lakes (součást položky Mezinárodní park míru Waterton-Glacier), Národní park Miguasha a Národní park Wood Buffalo, který je s rozlohou 44,807 kilometrů čtverečních největším národním parkem Kanady. K roku 2019 bylo v Kanadě 38 národních parků o celkové rozloze téměř 330 tisíc kilometrů čtverečních, což představuje 3,3 procenta rozlohy Kanady. Ročně je navštíví zhruba 15 milionů turistů. Na seznam UNESCO byly ovšem zapsány i některé další oblasti, jako například Dinosauří provinční park jihovýchodně od města Calgary (bylo zde objeveno přes 40 druhů dinosaurů a mnoho zkamenělin dalších organismů z doby před asi 76,9 až 75,8 miliony let) a podobné oblasti paleontologických nálezů v Joggins a Mistaken Point na Newfoundlandu.

## Vláda a politika

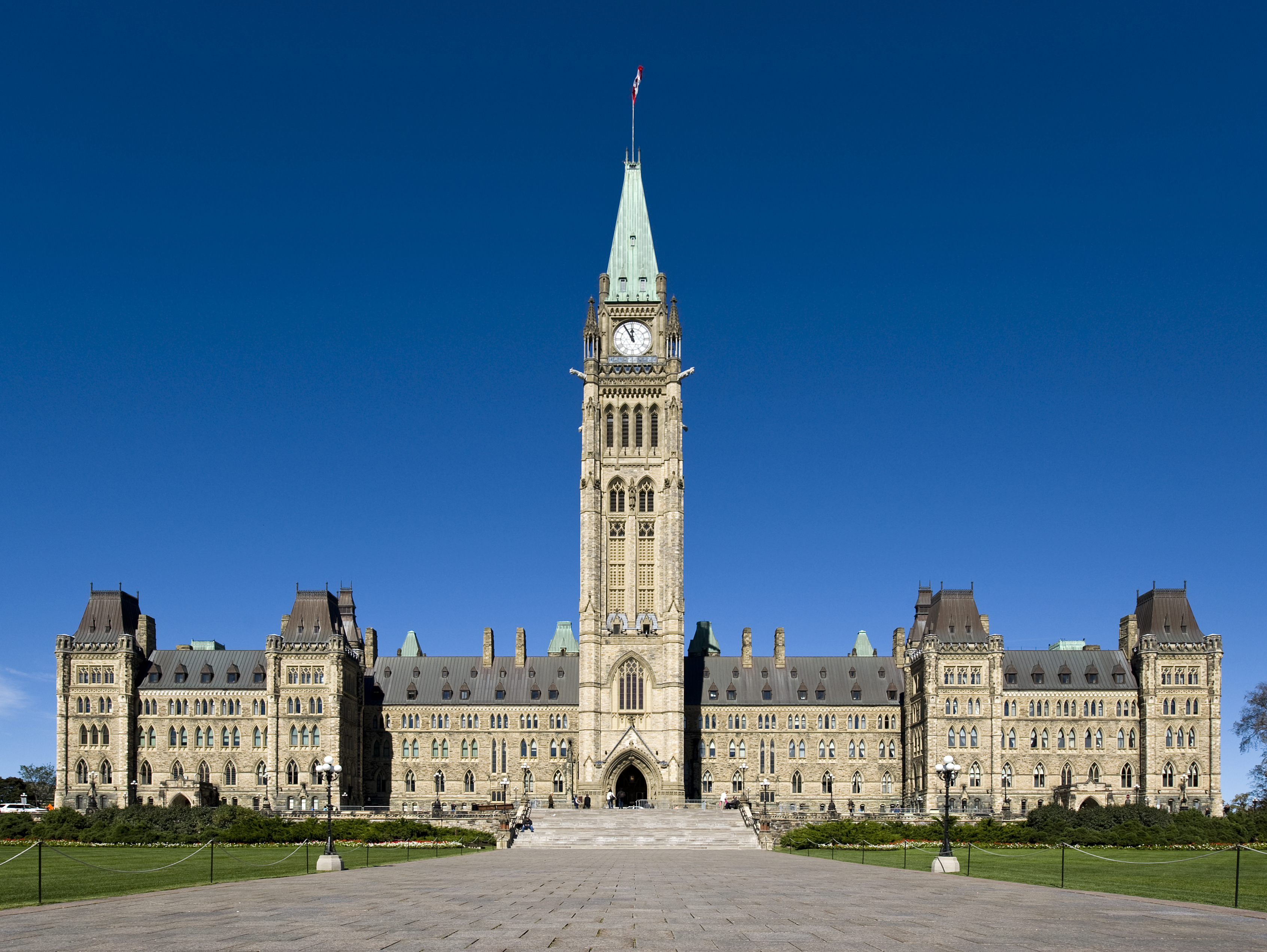
Parliament Hill v Ottawě

Kanada je konstituční monarchií, jejíž hlavou je kanadský král, jímž je britský král Karel III. Jeho zástupcem v Kanadě je generální guvernér. Kanada je též parlamentní zastupitelská demokracie s federálním uspořádáním a silnými demokratickými tradicemi.
Kanadská ústava vytváří právní rámec existence země, skládá se z psaného obsahu a nepsaných tradic a konvencí. Její základ je obsažen v Zákoně o britské Severní Americe z roku 1867 („British North America Act 1867“, resp. „Constitution Act 1867“). Říká, že Kanada má ústavu podobnou principům Spojeného království a rozděluje moc mezi federální a provinční vlády. Zahrnuje tzv. Kanadskou chartu práv a svobod („Canadian Charter of Rights and Freedoms“) zaručující základní práva a svobody, jež v obecném měřítku nemohou být potlačeny žádnými legislativními nebo procedurálními kroky na žádné z úrovní vlády. Federálnímu parlamentu a provinčním správám nicméně umožňuje na pět let některé její další části potlačit.
Funkce premiéra náleží vůdci strany, jež získá důvěru většiny dolní komory kanadského parlamentu. Generální guvernér zastupující krále formálně jmenuje vládu i premiéra. Podle konvencí však volbu premiéra respektuje. Kanadská vláda tradičně sestává ze členů strany prvního ministra, jež mají křeslo v parlamentu, většinou v dolní sněmovně. Její členové jsou vázáni přísahou ke Králově tajné radě pro Kanadu a stávají se ministry britské koruny. Premiér má širokou politickou moc především při jmenování dalších vysokých úředníků. Generální guvernérkou je od roku 2021 Mary Simonová, premiérem je od roku 2025 vůdce kanadské liberální strany Mark Carney.

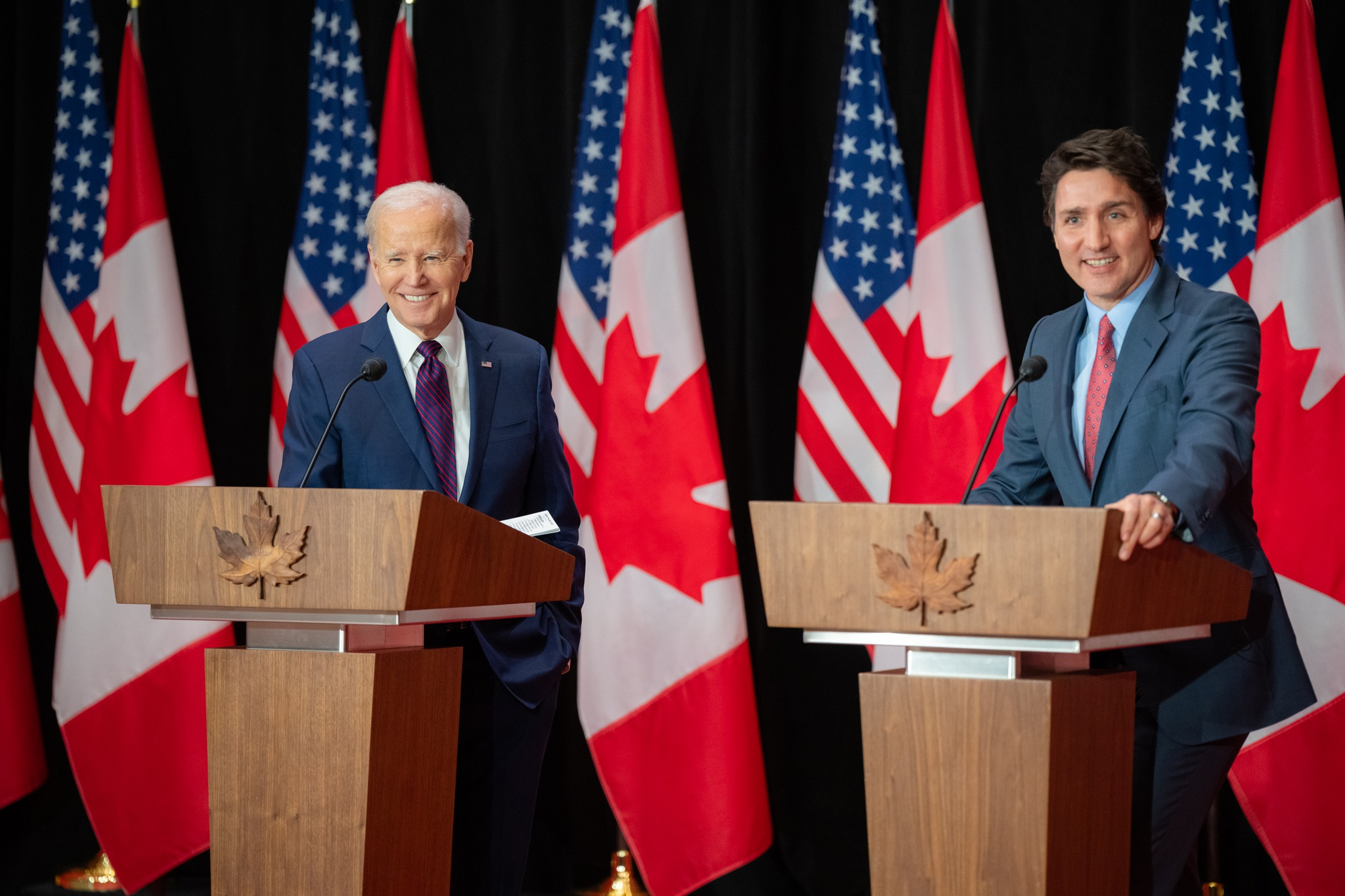
Kanadský premiér Justin Trudeau (vpravo) a americký prezident Joe Biden v březnu 2023

Kanadský parlament je složen ze dvou komor, z volené dolní komory parlamentu, sněmovny lidu, a jmenovaného senátu. Každý ze členů sněmovny lidu je volen většinovým volebním systémem. Všeobecné volby vypisuje generální guvernér na žádost předsedy vlády. Nové volby musí být vypsány do pěti let od posledních voleb. Členové senátu, jejichž křesla jsou přidělována na regionálním základě, jsou vybírání premiérem a formálně jmenováni generálním guvernérem. Svou funkci pak zastávají až do věku 75 let.
Čtyřmi hlavními kanadskými politickými stranami jsou Conservative Party of Canada (Konzervativní strana Kanady), Liberal Party of Canada (Liberální strana Kanady), New Democratic Party (Nová demokratická strana) (NDP) a „Bloc Québécois“ (Quebecký blok). Současná (červen 2017) vláda je sestavena liberální stranou (vládne od roku 2015). Menší strany jako Green Party of Canada (Strana zelených) a další strany zastoupení v parlamentu nemají.

### Zahraniční vztahy

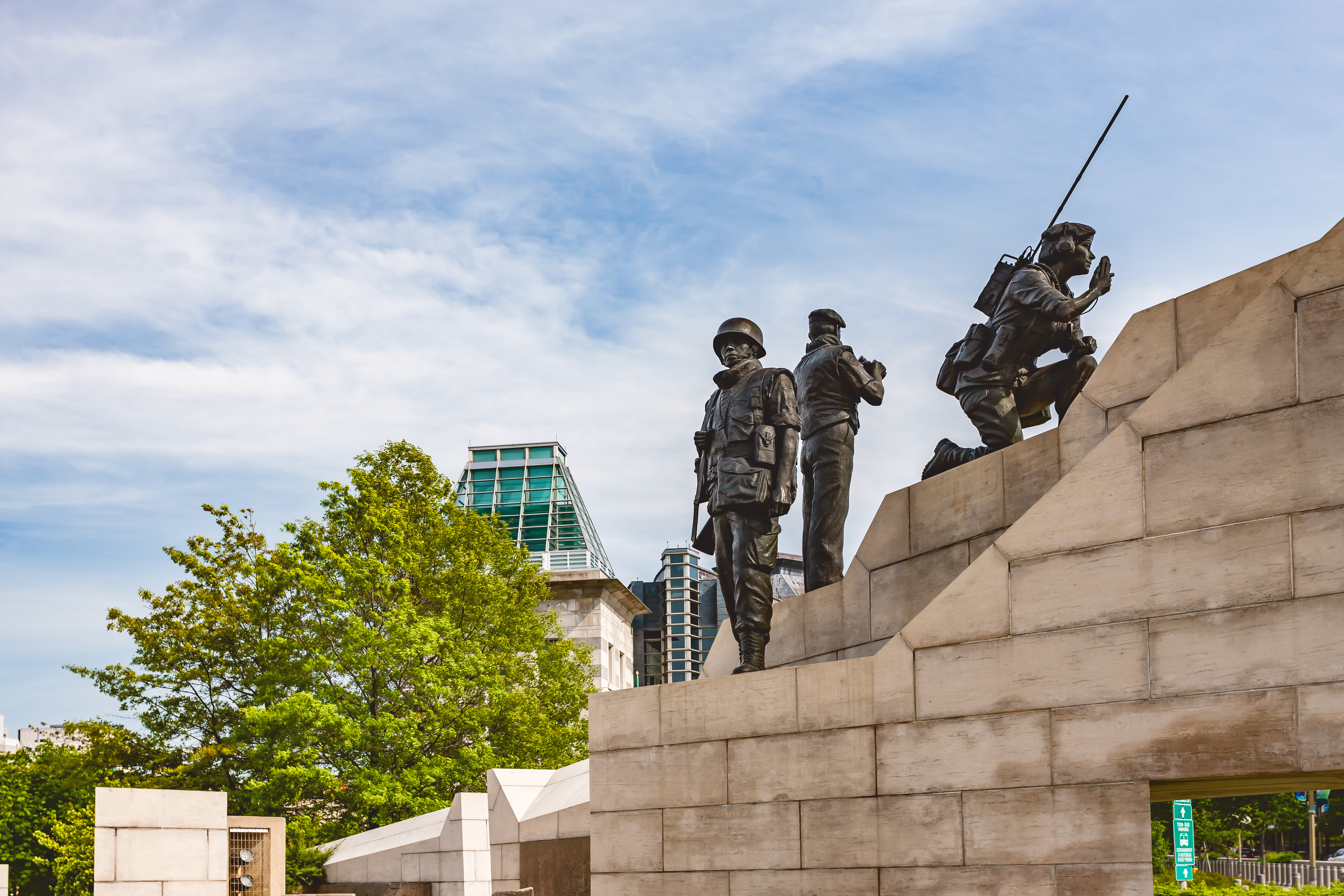
Mírový památník v Ottawě.

Kanada má úzké zahraniční vztahy s USA, s nimiž má nejdelší nebráněnou hranici na světě, nebo např. společnou leteckou obranu (NORAD). Obě země spolu často kooperují jak na politické, tak i vojenské úrovni a jejich ekonomiky jsou velmi úzce provázané (i díky obchodním dohodám mezi USA, Kanadou a Mexikem: mezi roky 1994 a 2020 NAFTA, od 2020 pak USMCA). Mimo to má Kanada nadstandardní vztahy s Velkou Británií a Francií, dvěma bývalými imperiálními mocnostmi, které hrály nezastupitelnou roli při jejím vzniku – je členem Commonwealthu a La Francophonie. S Velkou Británií má navíc společnou formální hlavu státu.
Zhruba od poloviny 20. století je Kanada advokátem multilateralismu, a vyvíjí úsilí k dosažení řešení globálních problémů ve spolupráci s jinými národy. Jednou z prvních výrazných demonstrací tohoto stanoviska je vystupování L. B. Pearsona za Suezské krize, který prosazoval vyslání mírových sil OSN do oblasti. Kanada hraje v oblasti mírových misí OSN vůdčí roli, zúčastnila se již více než padesáti, včetně těch před rokem 1989, v posledních letech se však její příspěvek krátí.
Během vlády Liberální strany pod vedením Justina Trudeaua se prudce zhoršily vztahy s Čínou, Saúdskou Arábií, Ruskem a Indií.
Mezi lety 2009 až 2012 měla Kanada jednostrannou vízovou povinnost pro občany České republiky. Ta byla ke 14.11. 2013 zrušena. Slovensko, Polsko a Maďarsko vízovou povinnost taktéž nemá.

### Kanadské ozbrojené síly

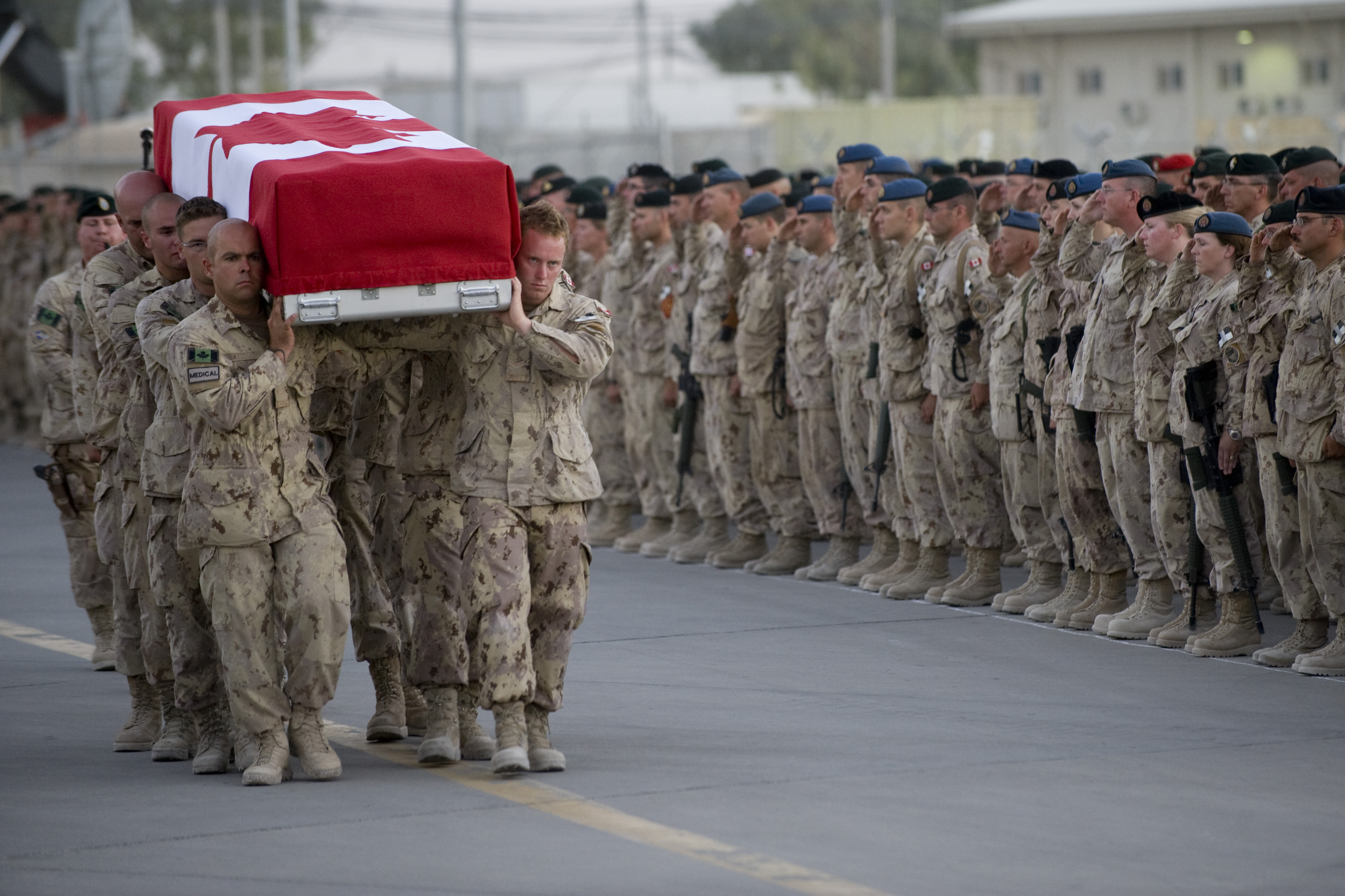
Kanadští vojáci v Afghánistánu vzdávají poctu padlému kolegovi

Kanada je jedním ze zakládajících členů NATO. V současné době disponuje 62000 vojáky a 26000 rezervisty. Kanadské ozbrojené síly sestávají z armády, námořnictva a vzdušných sil. Disponují 1400 obrněnými vozidly, 34 válečnými plavidly a 861 letadly.
Ve své historii se Kanada kromě mírových misí OSN přímo účastnila i válečných konfliktů jakožto válčící strana, konkrétně druhé búrské války, první světové války, druhé světové války, korejské války, války v Zálivu a invaze do Afghánistánu. Pokud bychom započítali i prehistorii Kanady – tak je nutno připočíst ještě významnou úlohu Kanaďanů v britsko-americké válce.
Zvláštní oddíly určené pro boj s přírodními katastrofami (Disaster Assistance Response Team, DART) zasahovaly v 21. století při třech mimořádně rozsáhlých katastrofách: Zemětřesení v Indickém oceánu 2004, zemětřesení v Kašmíru (2005) a hurikánu Katrina (2005).

### Územní uspořádání

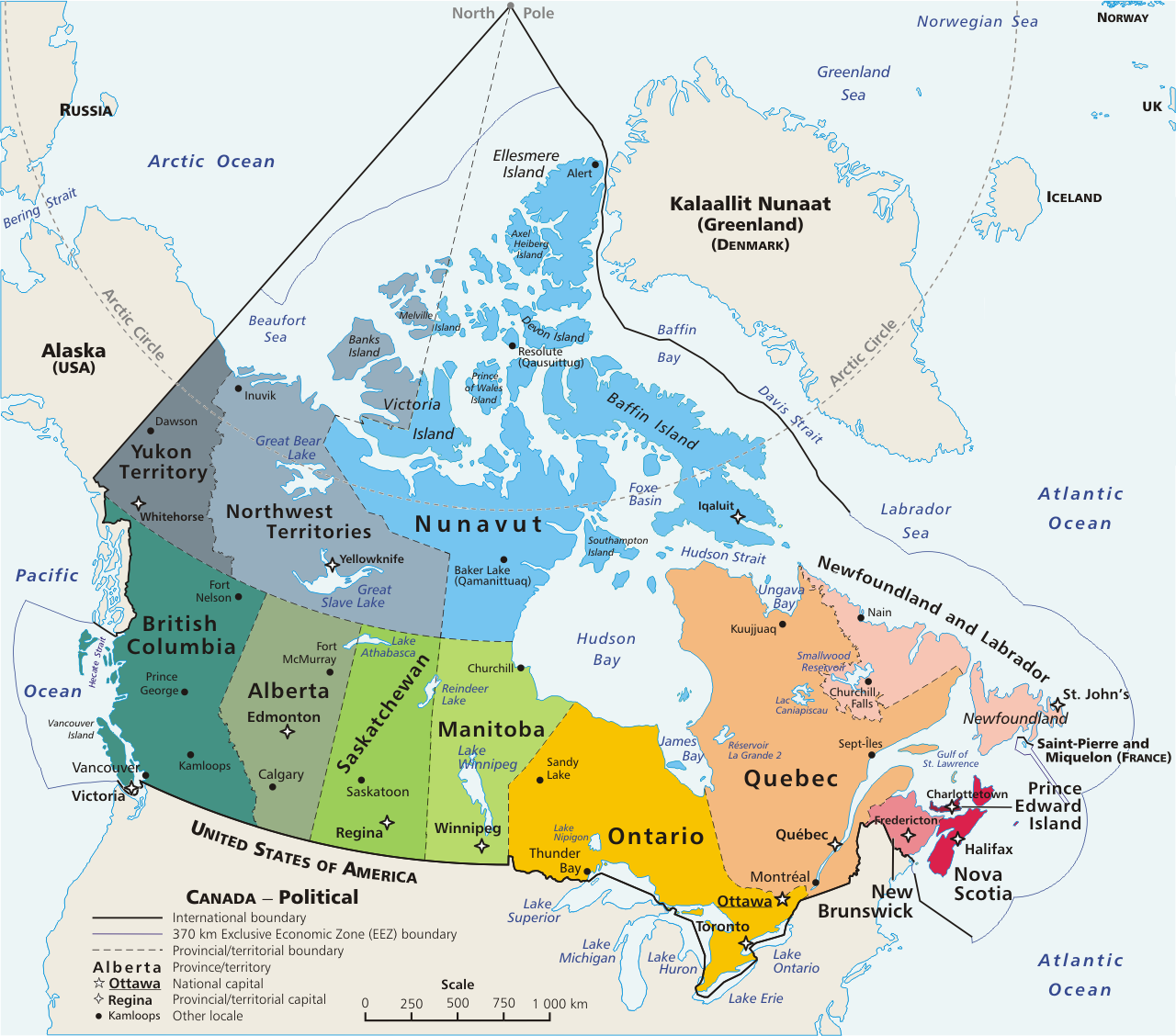
Kanada je rozčleněna na 10 provincií a 3 spolková teritoria

Kanada je složena z deseti provincií a tří teritorií. Provincie jsou Alberta, Britská Kolumbie, Manitoba, Nový Brunšvik, Newfoundland a Labrador, Nové Skotsko, Ontario, Ostrov prince Edvarda, Québec a Saskatchewan. Teritoria jsou Severozápadní teritoria, Nunavut a Yukon. Provincie mají vysoký stupeň autonomie, teritoria poněkud menší. Obojí disponují vlastními provincionálními (resp. teritoriálními) symboly, viz seznam kanadských provinciálních a teritoriálních symbolů.
Provincie jsou zodpovědné za většinu státních sociálních programů v Kanadě (viz zdravotní péče v Kanadě, vzdělávací systém v Kanadě a sociální dávky v Kanadě) a společně soustředí více finančních prostředků než federální vláda. Míra finanční a samosprávné autonomie je zde velice vysoká. Federální vláda může iniciovat národní programy a politiku v jednotlivých provinciích (např. Canada Health Act), ale provincie mohou rozhodnout, že se nebudou na této politice podílet (byť se tak často neděje). O více méně vyrovnanou úroveň služeb v jednotlivých provinciích se starají tzv. vyrovnávací platby řízené Federální vládou, které přesouvají finanční prostředky od bohatších provincií do rozpočtů provincií chudších.
Všechny provincie i teritoria mají jednokomorový volený zákonodárný orgán, v jehož čele stojí premiér, vybíraný stejně jako první ministr Kanady. Zároveň má každá provincie viceguvernéra (Lieutenant-Governor), který reprezentuje Korunu a je analogií generálního guvernéra na federální úrovni. U teritorií je obdobou viceguvernéra korunní komisař.

## Ekonomika

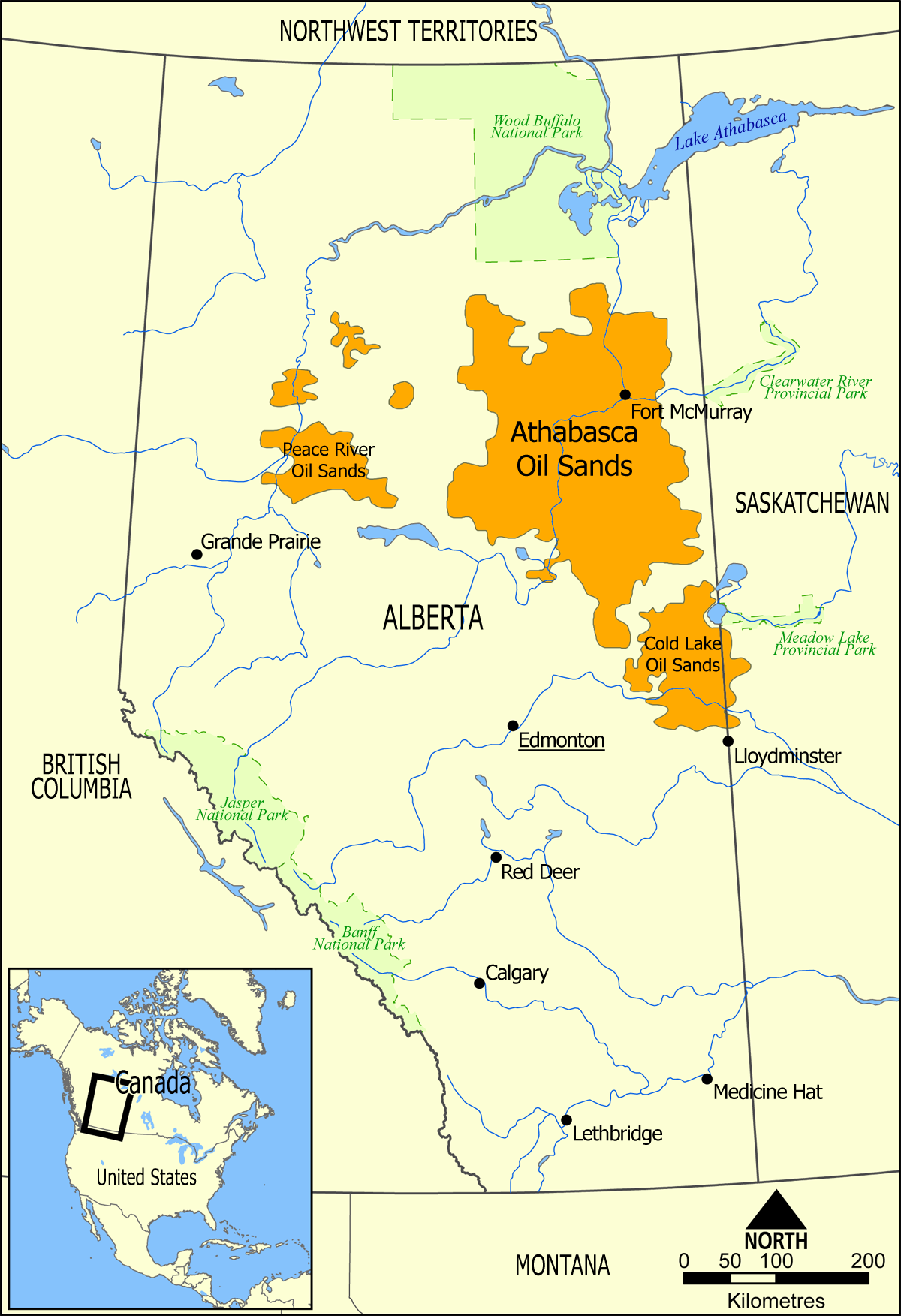
Oblast těžby z ropných písků v Albertě: Athabaské ropné písky a další lokality

Kanada je jedním z nejbohatších států světa s vysokými příjmy na jednoho obyvatele. Životní úroveň v zemi je tak velmi vysoká. Jedná se o člena OECD a skupiny G8. Její ekonomika je tržní a ač více regulovaná než v sousedních Spojených státech, méně regulovaná než ve většině evropských států. Tradičně má nižší hrubý domácí produkt na obyvatele než její jižní soused (bohatství je však rozděleno rovnoměrněji), také však vyšší než velké rozvinuté západoevropské ekonomiky. V minulém desetiletí její ekonomika celkově rychle rostla a země si zachovala nízkou nezaměstnanost. V roce 2006 byla nezaměstnanost 6,3 % což je nejlepší výsledek za posledních 30 let. Nejvyšších hodnot naopak dosahuje na Newfoundlandu a Labradoru a to okolo 14,5 %.
V minulém století růst výroby, těžby a služeb přeměnil ekonomiku ze zemědělsky zaměřeného státu na především urbanizovaný průmyslový stát. Stejně jako v ostatních zemích rozvinutého světa v kanadské ekonomice dominuje sektor služeb, jež zaměstnává tři čtvrtiny Kanaďanů. Mezi rozvinutými zeměmi je však Kanada neobvyklá v míře důležitosti primárního sektoru v čele s těžbou dřeva a ropy.
Jedná se o jeden z nemnoha rozvinutých států světa, jež energii vyváží. Má velmi velké zásoby zemního plynu při východním pobřeží a velké zásoby ropy a plynu v Albertě a částečně i v Britské Kolumbii a v Saskatchewanu. Její ropné zásoby jsou tak druhé největší na světě, hned za Saúdskou Arábií. V Québecu, Britské Kolumbii, Newfoundlandu, Labradoru, Ontariu a v Manitobě je k dispozici velmi levná energie z vodních elektráren.

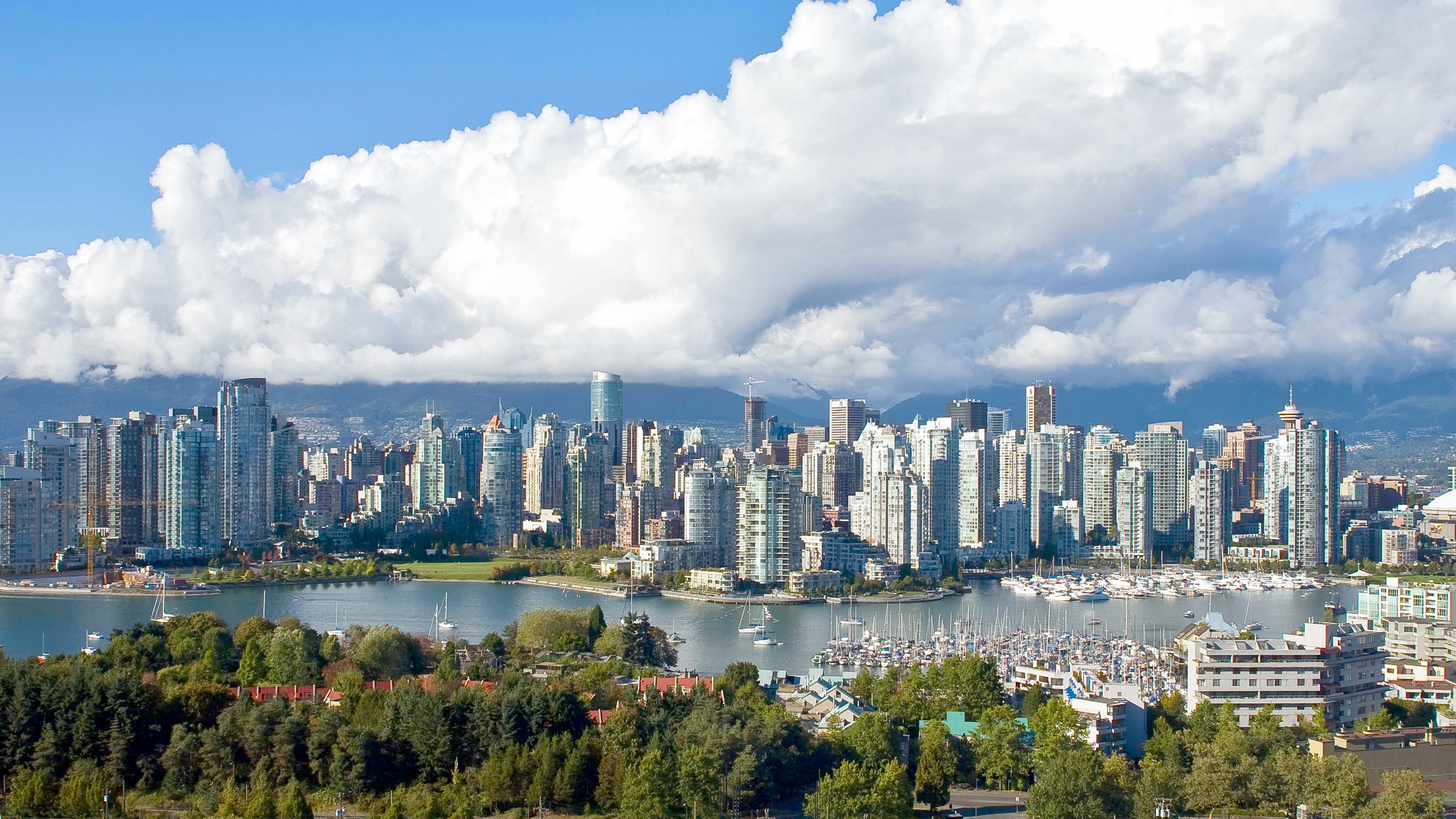
Vancouver na západním pobřeží

Kanada je jedním z nejdůležitějších světových dodavatelů zemědělských produktů. Bývalé kanadské prérie jsou dnes jedněmi z nedůležitějších oblastí pěstování pšenice a ostatních obilovin. Také je největším světovým vývozcem zinku a uranu a předním světovým vývozcem zlata, niklu, hliníku, olova. Mnoho sídel v severní části země existuje jen díky těžařství, ať už minerálních surovin nebo dřeva. Má také značně velký výrobní sektor, především na jihu v Ontariu, kde je důležitý především automobilový průmysl, a dále pak na jihu Québecu, kde sídlí mnoho firem zabývajících se kosmonautikou a vesmírným průmyslem.
Kanada je ve vysoké míře závislá na mezinárodním obchodu, zvláště se Spojenými státy. Bilaterální dohoda mezi Kanadou a USA z roku 1989 (FTA) a především Severoamerická dohoda o volném obchodu (NAFTA) z roku 1994 zahrnující i Mexiko spustila dramatický růst míry ekonomického propojení s USA. V roce 2001 země úspěšně překonala ekonomický pokles a udržuje si tak nejlepší celkový výkon ekonomiky mezi zeměmi G8. Od poloviny devadesátých let je státní rozpočet v trvalém přebytku, dochází tak k pokračujícímu snižování státního dluhu.

### Měna
V Kanadě se platí kanadským dolarem. Jeho ISO 4217 kód je CAD. Jeden dolar je tvořen stem centů (¢). V běžném mluveném projevu Kanaďanů se mu říká „buck“ (anglicky) a „piastre“ (francouzsky). Do roku 1871 se na území dnešní Kanady používalo více měn (dolar Britské Kolumbie, dolar Ostrova prince Edwarda, dolar Nového Skotska a další). V dubnu tohoto roku byla podepsána Uniform Currency Act / Loi sur l'uniformité de la monnaie, která ve všech provinciích zavedla jednu společnou měnu – kanadský dolar, který je používán dodnes.
- Mince kanadského dolaru mají nominální hodnoty 5, 10, 25, 50 centů a 1, 2 dolary
- Bankovky kanadského dolaru mají nominální hodnoty 5, 10, 20, 50 a 100 dolarů a jsou z polymeru.[39]

## Demografie
Podle posledního sčítání lidu z roku 2001 měla Kanada 30 007 094 obyvatel, populaci na počátku roku 2011 odhaduje Statistický úřad na 33,5 milionu obyvatel. Většinu růstu zajišťuje imigrace, menší část porodnost. Osídlení je zřetelně nerovnoměrné, velká část obyvatelstva žije poblíž východního pobřeží či do 160 km od americké hranice. Velké nahuštění obyvatelstva se nachází zejména v koridorech Québec-Windsor, Calgary-Edmonton a v oblasti Lower Mainland. Naopak obrovská teritoriální území na severu jsou osídlena velice řídce. Statistický úřad odhaduje počet obyvatel v roce 2025 na 40 milionů, v roce 2050 je počet obyvatel odhadován na více než 55 milionů.

### Etnické složení

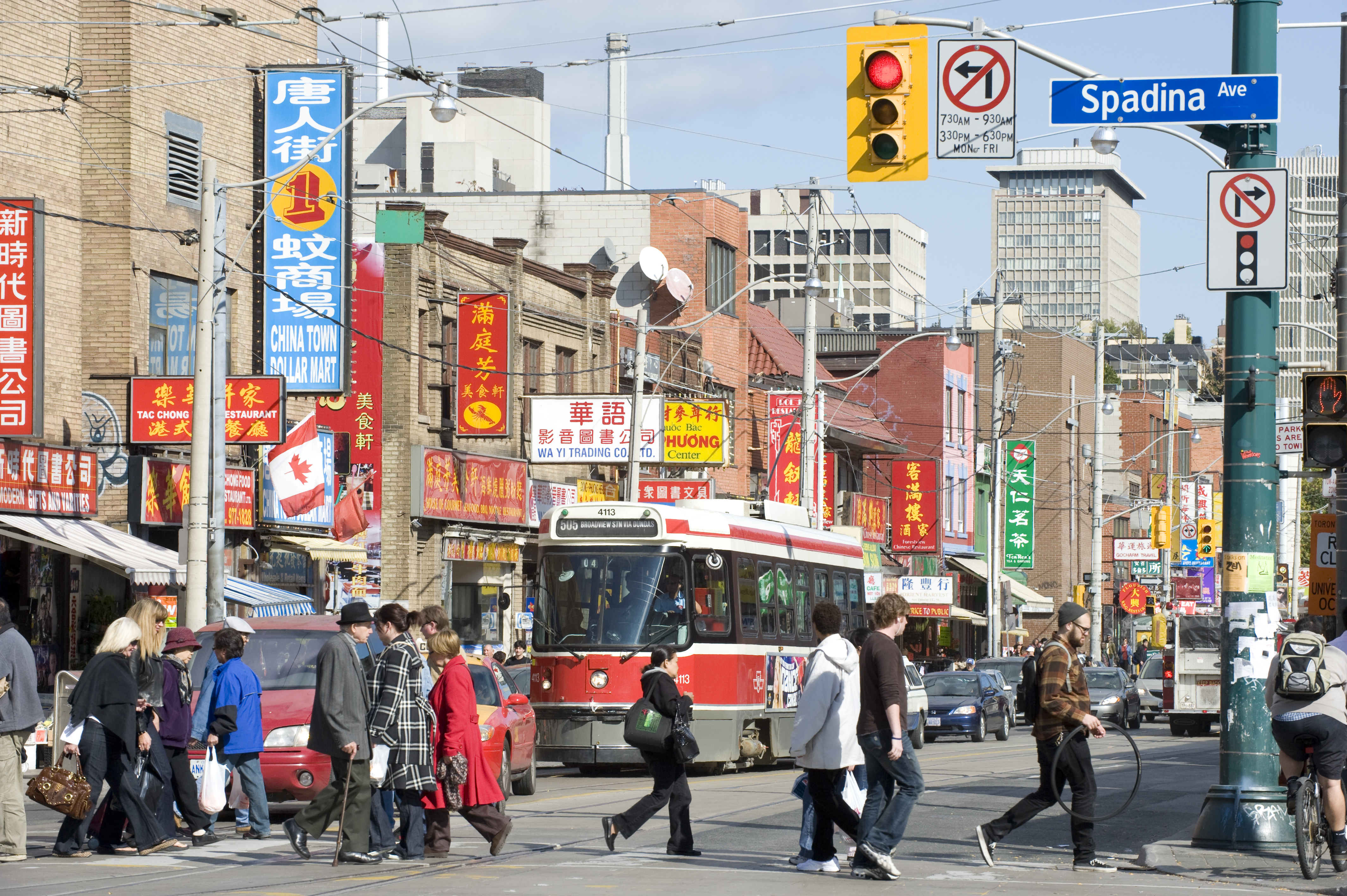
Čínská čtvrť v Torontu

Kanada je etnicky velice různorodá. Dle sčítání z roku 2001 zde existuje 34 etnických skupin, k nimž se hlásí minimálně 100 000 obyvatel. Řada obyvatel (zejména francouzsky mluvících) navíc o sobě mluví jako o Kanaďanech i jako o např. Francouzích a ve sčítání udávají obě tato etnická zařazení.
Největší etnické skupiny jsou Kanaďané (32,3 %), Angličané (18,3 %), Skotové (13,9 %), Francouzi (13,6 %), Irové (13,4 %), Němci (9,6 %), Číňané (5,1 %), Italové (4,6 %), Indové (4,6 %), První národy (4,4 %), Ukrajinci (3,9 %), Nizozemci (3,2 %).
Francouzsky mluvící populace je soustředěna zejména v Québecu a existují v ní silné separatistické tendence. Eskymáci jsou soustředěni zejména na severu, první národy a Métis ve středu země na jihu (prérijní provincie). Populace těchto tří původních etnik roste více než dvakrát rychleji než zbytek kanadské populace.
V roce 1971 kanadská vláda oficiálně přijala politiku multikulturalismu. V současnosti Kanada přijímá každý rok okolo 280 000 imigrantů a většina nově příchozích pochází z Asie. Od roku 2025 chce Kanada přijímat 500 000 imigrantů ročně. V roce 2001 patřilo 13,4 % populace k tzv. viditelným menšinám, v roce 2011 se k viditelným menšinám hlásilo už 19.1% populace, a v roce 2021 tvořily viditelné menšiny 26,5% kanadské populace.

### Náboženství

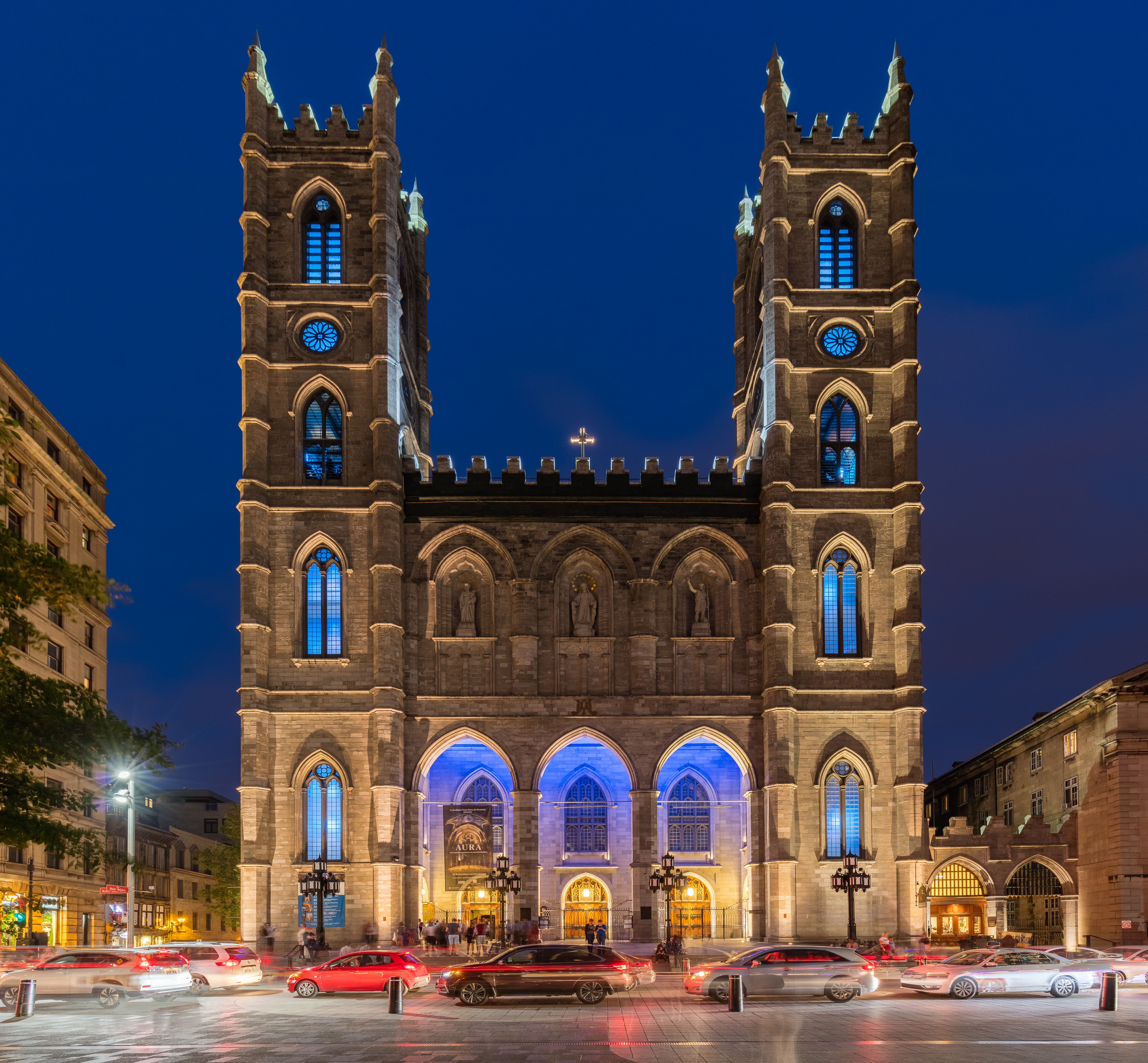
Bazilika Notre-Dame v Montréalu, největší katolický chrám v zemi

Většina obyvatel Kanady (67,3%) se hlásí ke křesťanství. Nejsilnější křesťanskou církví je římskokatolická církev, ke které se hlásí 43,6 % obyvatel. Působí tam i početné diecéze východních katolíků z celkem 7 církví: arménští katolíci, chaldejští katolíci z Iráku, maronité, řeckokatolíci-melchité, ukrajinští řeckokatolíci, rumunští řeckokatolíci, slovenští řeckokatolíci. Mají celkem 251500 věřících a část z 36000 arménských katolíků a část z 6200 rumunských řeckokatolíků mají diecéze pro USA a Kanadu. Největší protestantskou denominací je Sjednocená církev Kanady (9,6%), následuje ji anglikánská církev. Z nekřesťanských náboženství je nejvýznamnější islám (3,2 %). Jako bez vyznání se profiluje 23,9 % obyvatel.
Zastoupení různých vyznání není pochopitelně rovnoměrné – katolická církev má enormně silnou pozici v Québecu a obecně pak mezi obyvatelstvem irského a francouzského původu. Sikhismus, islám a buddhismus mají silnou pozici ve velkých městech jako Toronto nebo Vancouver.
Islám je nejrychleji rostoucím náboženstvím v Kanadě a počet jeho vyznavačů stoupl z 98000 v roce 1981 na více než 1 milion v roce 2011, především v důsledku liberální imigrační politiky.

### Jazyky

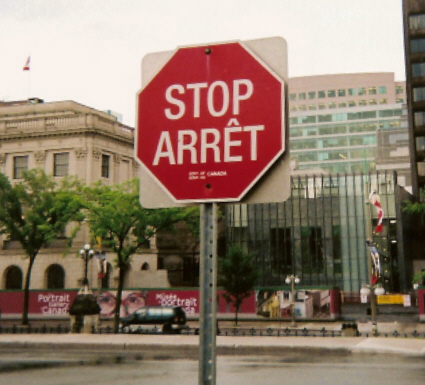
Dvojjazyčný anglicko-francouzský nápis na dopravní značce

Kanada je multikulturní země mnoha jazyků. Na federální úrovni se od roku 1969 profiluje jako dvojjazyčná, úřední řeči jsou angličtina (mateřský jazyk 56,0 % obyvatel) a francouzština (mateřský jazyk 20,6 % obyvatel). Jeden z těchto jazyků ovládá 98,1 % obyvatel (jen angličtinu 68,3 %, jen francouzštinu 11,9 % a oba jazyky 17,9 %). Znalost jednoho z jazyků je podmínka k udělení občanství žadatelům z jiných zemí. Angličtina je mateřskou řečí většiny obyvatel všech provincií s výjimkou Québecu a ve dvou ze tří teritorií: Yukonu a Severozápadních teritoriích. (Poznámka: Při pohledu do etnických statistik je třeba si uvědomit, že fakt, že se někdo hlásí k francouzské národnosti, ještě neznamená, že nutně má za mateřský jazyk francouzštinu, u dalších etnik – Irů a Skotů – se takto nedá uvažovat už vůbec. Jako mateřskou řeč udává angličtinu i velká část potomků původních obyvatel.)
Francouzština má nejsilnější pozici v Québecu, kde je zároveň jediným oficiálním jazykem. Québec je také jedinou provincií Kanady, v níž nemá angličtina žádný oficiální status a v níž se většina obyvatel anglicky nedomluví. Mimo Québec má francouzština silnou pozici v provincii Nový Brunšvik, který je jedinou provincií, která je stejně jako celý stát dvojjazyčná. V Ontariu je oficiálním jazykem pouze angličtina, francouzština má ovšem polooficiální status a je v úředním styku používána, podobně je na tom Manitoba. Britská Kolumbie nemá oficiální jazyk, ale angličtina jím de facto je.
Ostrov prince Edvarda a Newfoundland a Labrador mají za úřední jazyk vedenou pouze angličtinu, na nižších úrovních služeb se však lze v rámci komunit domluvit různě. V Novém Skotsku je běžná angličtina, mimo to mají významnou pozici francouzština, irština a skotština. Úřední jazyk není určen. V Albertě je jediným oficiálním jazykem angličtina. V Yukonu jsou úředními jazyky angličtina a francouzština, ve zbylých dvou teritoriích jsou jako úřední jazyky vedeny krom těchto dvou ještě jazyky původních obyvatel (v Severozápadních teritoriích je jich 6, v Nunavutu 2).
Následující tabulka zachycuje procentuální zastoupení mateřských jazyků v kanadské populaci dle sčítání obyvatelstva v roce 2016. Čísla v tabulce nelze zaměňovat se znalostí jazyků - minimálně jeden z oficiálních jazyků ovládá 98,1 % obyvatelstva Kanady.
| Celková populace        | Angličtina | Francouzština | Jiný neoficiální jazyk | Angličtina + francouzština | Další kombinace |
| ----------------------- | ---------- | ------------- | ---------------------- | -------------------------- | --------------- |
| Ontario                 | 66,9 %     | 3,7 %         | 26,7 %                 | 0,4 %                      | 2,4 %           |
| Québec                  | 7,5 %      | 77,1 %        | 13,2 %                 | 0,9 %                      | 1,3 %           |
| Britská Kolumbie        | 68,9 %     | 1,2 %         | 27,6 %                 | 0,2 %                      | 1,9 %           |
| Alberta                 | 74,3 %     | 1,8 %         | 21,6 %                 | 0,3 %                      | 2,0 %           |
| Manitoba                | 71,4 %     | 3,2 %         | 22,9 %                 | 0,3 %                      | 2,4 %           |
| Saskatchewan            | 82,4 %     | 1,4 %         | 14,5 %                 | 0,2 %                      | 1,5 %           |
| Nové Skotsko            | 91,0 %     | 3,2 %         | 4,9 %                  | 0,4 %                      | 0,5 %           |
| Nový Brunšvik           | 64,2 %     | 31,4 %        | 3,1 %                  | 1,0 %                      | 0,2 %           |
| Newfoundland a Labrador | 96,9 %     | 0,5 %         | 2,3 %                  | 0,1 %                      | 0,2 %           |
| Ostrov prince Edvarda   | 90,8 %     | 3,4 %         | 5,1 %                  | 0,3 %                      | 0,3 %           |
| Severozápadní teritoria | 76,8 %     | 2,8 %         | 18,4 %                 | 0,4 %                      | 1,6 %           |
| Yukon                   | 81,9 %     | 4,4 %         | 11,8 %                 | 0,6 %                      | 1,2 %           |
| Nunavut                 | 30,9 %     | 1,7 %         | 65,4 %                 | 0,1 %                      | 1,9 %           |
| Kanada                  | 56,0 %     | 20,6 %        | 21,1 %                 | 0,5 %                      | 1,8 %           |

## Kultura
Kanadská kultura představuje velmi nesourodou směs různých tradic a kultur. Přetrvávají v ní zbytky tradice původních obyvatel (Indiánů a Eskymáků), tradice přistěhovalců, hlavně Francouzů, Irů a Skotů a Angličanů. V moderní době je velice silný vliv americké kultury a amerických médií, zejména na anglicky mluvící část Kanaďanů. V tomto kontextu se mluví o tom, že některé oblasti kultury jsou pro obě země společné. Tvorba a přetrvávání kanadských zvyků a kulturních počinů jsou ovlivňovány a podporovány federálními programy, zákony a institucemi i na úrovni provincií a nižších celků. Na federální úrovni hrají významnou roli Canadian Broadcasting Corporation (CBC), National Film Board of Canada (NFB), a Canadian Radio-television and Telecommunications Commission (CRTC).
Jelikož je Kanada geograficky rozsáhlá a etnicky velice diverzifikovaná oblast, existují zde obrovské kulturní rozdíly mezi provinciemi i nižšími regiony. Kanadská kultura je zároveň stále ovlivňována současnou imigrací lidí z celého světa. Mnozí Kanaďané si tohoto multikulturalismu velice cení a považují ho za hlavní klad a přednost kanadské kultury celkově.[zdroj?]

### Architektura a památky

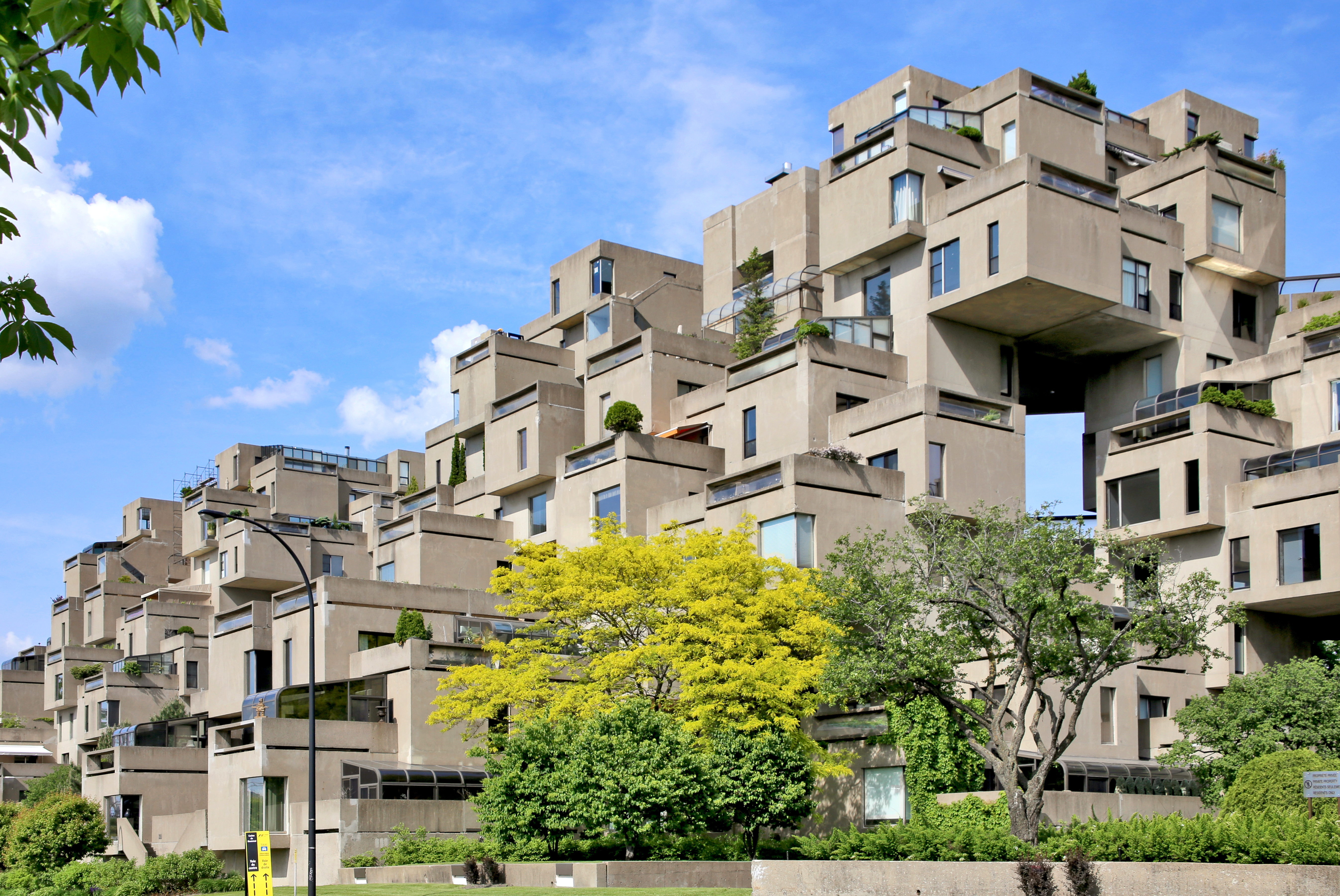
Habitat 67

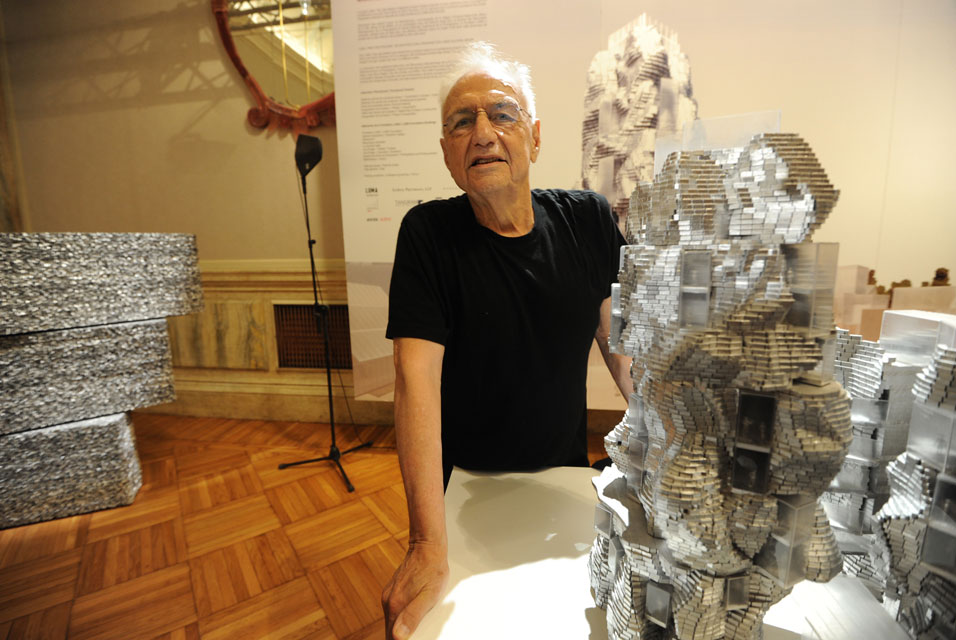
Frank Gehry

Nejslavnějším kanadským architektem je Frank Gehry, byť většinu svých staveb vytvořil ve Spojených státech a v Evropě. CN Tower v Torontu je nejvyšší věží na západní polokouli, s výškou 553 metrů. Nejvyšším mrakodrapem v Kanadě je First Canadian Place v Torontu postavený v roce 1975, druhým nejvyšším je Scotia Plaza tamtéž. V roce 1992 byl v Torontu postaven komplex Brookfield Place, jehož součástí je i národní hokejová síň slávy. K nejvýznamnějším stavbám dějin brutalismu bývá řazen projekt Habitat 67 izraelsko-kanadského architekta Moše Safdieho. Jde o experimentální obytný objekt v Montrealu připravený u příležitosti světové výstavy Expo 67. Ze starších stylů bývá ceněna empírová Montréalská radnice, první budova v Kanadě postavená v roce 1878 výhradně pro městskou správu, nebo novogotické stavby Bazilika Notre-Dame v Montréalu a zámeček Casa Loma v Torontu. Produktem historismu je i Château Frontenac v Québecu. Rideau Hall v Ottawě je oficiální rezidencí generálního guvernéra Kanady. Na seznam Světového dědictví UNESCO byla zapsána lokalita L'Anse aux Meadows, kde manželé Helge a Anne Ingstadovi nalezli v roce 1960 pozůstatky vikinského osídlení, které zde krátkodobě existovalo okolo roku 1000. Předpokládá se, že by se mohlo jednat o legendární Vinland Leifa Erikssona. Na seznamu Světového dědictví je i historické jádro Québecu, přístavní město Lunenburg (jako unikátní příklad britské dřevěné koloniální architektury v Severní Americe) a rybářská osada Red Bay na Labradoru. Z technických památek je na seznamu Rideau Canal, vodní kanál, spojující hlavní město Kanady, Ottawu, s městem Kingston u pobřeží jezera Ontario.

### Výtvarné umění

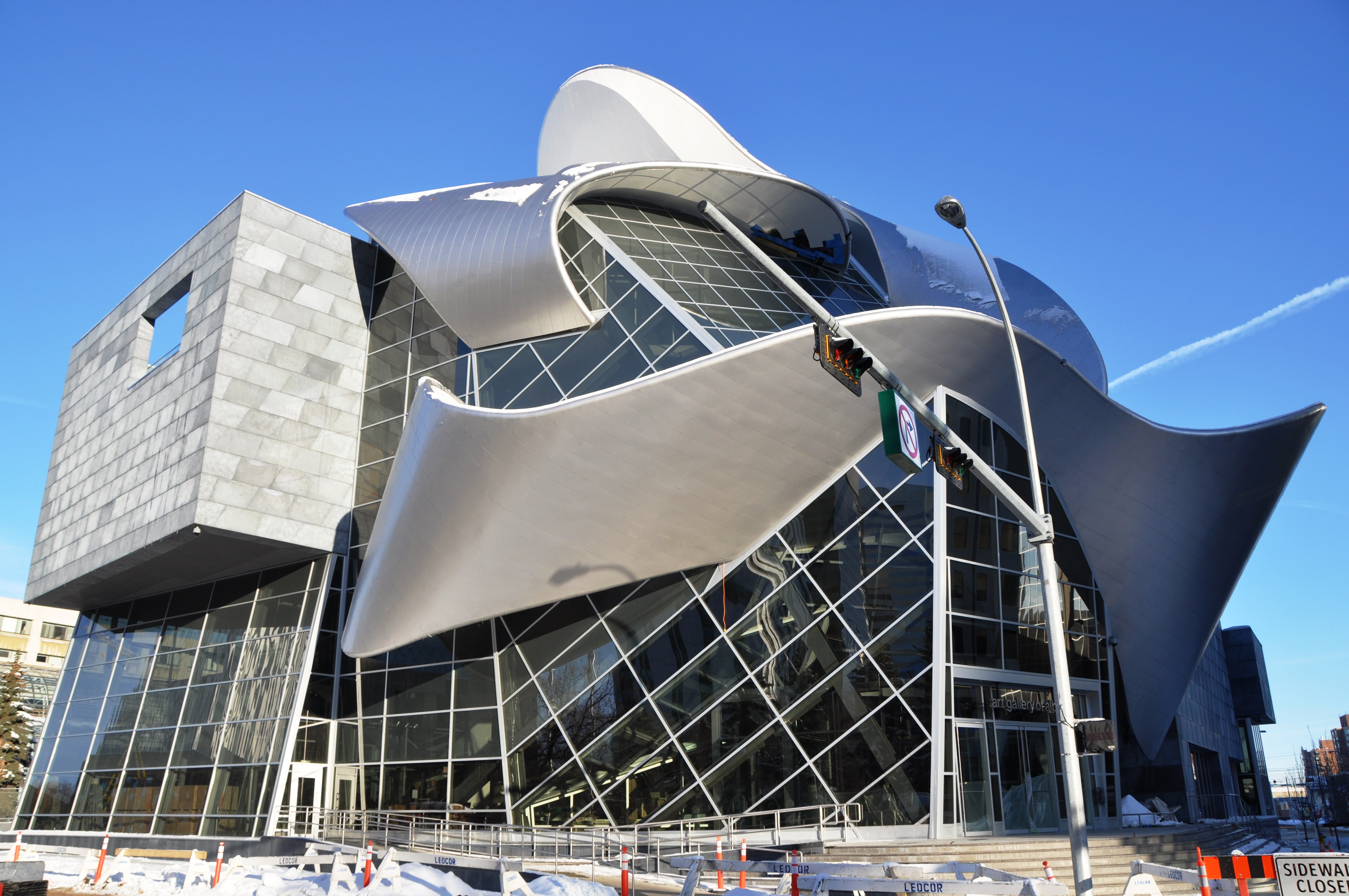
Galerie umění Alberty

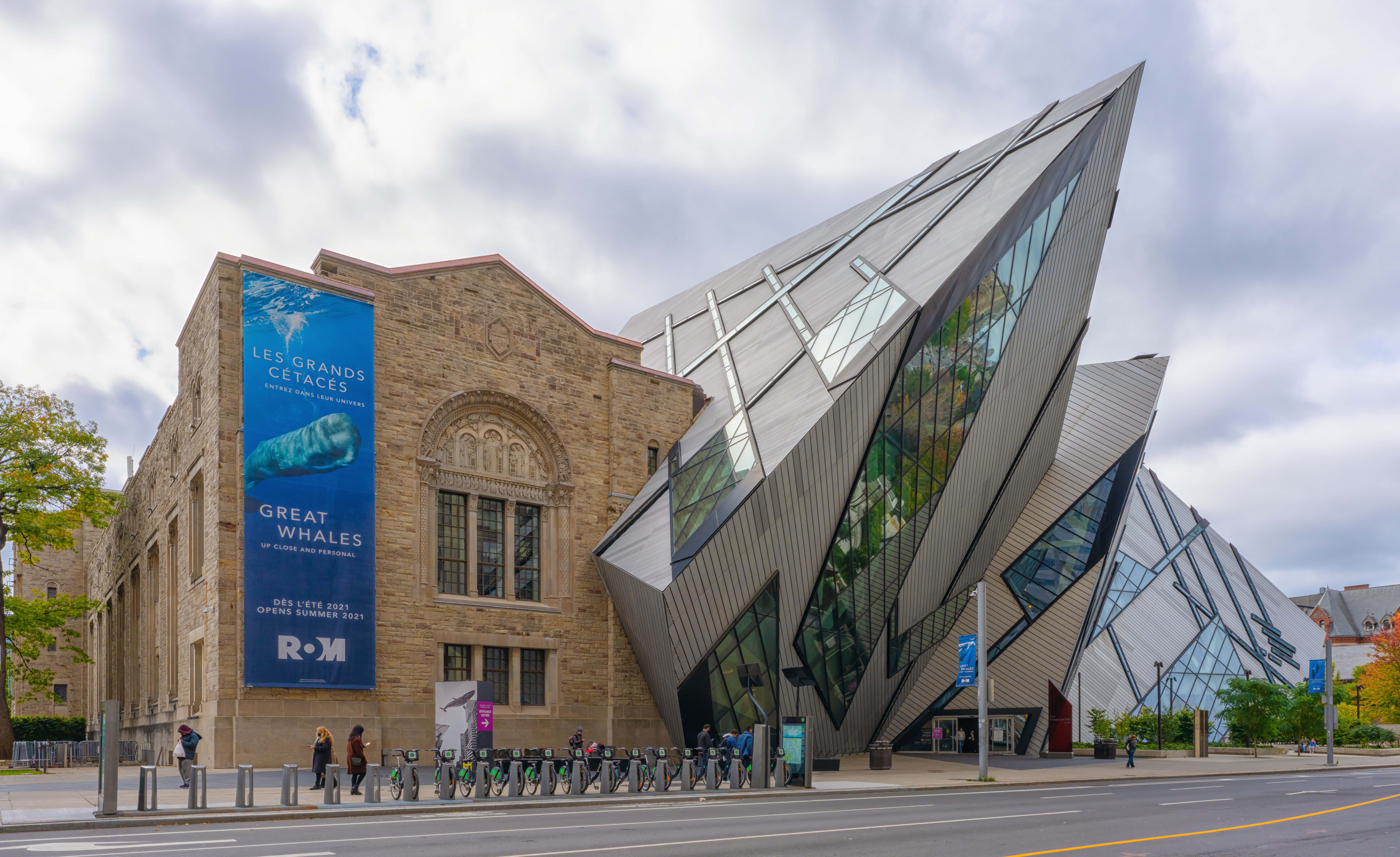
Královské ontarijské muzeum

Ke známým malířům patřili Tom Thomson, Emily Carrová, Philip Guston a Jean-Paul Riopelle. Skalní malby v Provincial Parku byly zapsána na seznam Světového dědictví UNESCO. Lidové umění reprezentují kameny Inukšuk, které tradičně vytvářejí Eskymáci na severoamerickém pobřeží Severního ledového oceánu.
K nejvýznamnějším galeriím a muzeím která schraňují výtvarné umění, patří Kanadská národní galerie v hlavním městě Ottawě, se vzácnou sbírkou evropského umění (Hieronymus Bosch, Tizian, Paolo Veronese, El Greco, Peter Paul Rubens, Rembrandt, Paul Gauguin, Vincent van Gogh, Camille Pissarro, Paul Cézanne, Gustav Klimt, Eugène Delacroix, Francisco Goya ad.). Od roku 1988 národní galerie sídlí v budově navržené izraelsko-kanadských architektem Moše Safdiem. Významné výstavní prostory lze ale nalézt i v jiných velkých kanadských městech, unikátní moderní a postmoderní architekturou se pyšní sídla Galerie umění Alberty v Edmontonu a Královské ontarijské muzeum v Torontu, které jinak disponuje též unikátní sbírkou designu ve stylu art deco. V Montrealském muzeu umění lze spatřit Portrét muže od El Greca nebo Návrat z hostince Pietera Brueghela mladšího. Národní muzeum umění Québecu se soustředí na domácí autory a má i významnou sbírku moderního sochařství. Také Ontarijská umělecká galerie v Torontu má významnou sochařskou sbírku, soustředěnou na dílo anglického sochaře Henryho Moorea. Její novou budovu navrhl Frank Gehry. Vancouverská umělecká galerie schraňuje díla Williama Hogartha, Josepha Wrighta nebo Henry Fuseliho.

### Literatura

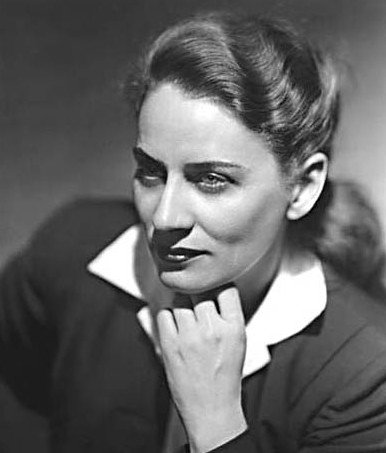
Gabrielle Royová

### Kuchyně
Kanadská kuchyně, vychází z britské a francouzské kuchyně, byla ale ovlivněna také kuchyní původních obyvatel Kanady (Indiáni, Inuité, Métisové) a mnoha dalšími vlivy (velmi málo pokrmů pochází přímo z Kanady). Mnoho pokrmů je převzato také z americké kuchyně.

### Hudba

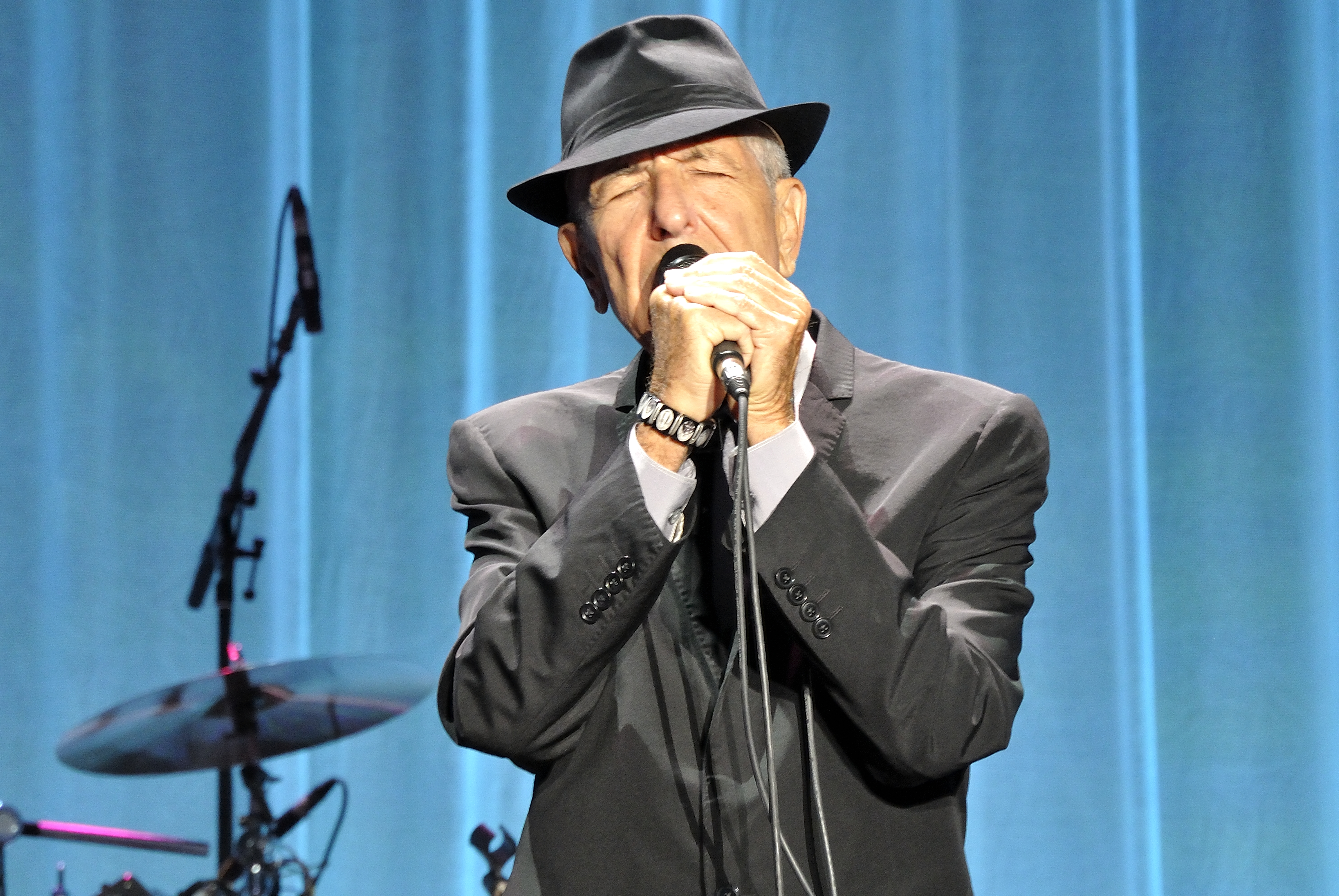
Leonard Cohen

Významným hudebním skladatelem je Howard Shore, který se proslavil zejména v oblasti filmové hudby; je mj. autorem hudby k filmové trilogii Pán prstenů. Jako sólový klavírista v oblasti vážné hudby se prosadil Glenn Gould. V jazzu to byl skladatel Oscar Peterson.
Kanaďané se jako i jiní Anglosasové poměrně hodně prosazují i v globální populární a rockové hudbě. Průkopníky v tom byli Leonard Cohen, Paul Anka a Neil Young a kapely Steppenwolf, The Band, The Guess Who a Rush (hudební skupina). Později uspěli také Céline Dion, Bryan Adams, Alanis Morissette, Sebastian Bach jakožto člen skupiny americké Skid Row (americká hudební skupina) a Shania Twain. V současnosti mají značný úspěch skupiny Nickelback, Arcade Fire, Sum 41, Three Days Grace, Tokyo Police Club, Billy Talent a Simple Plan. Jako sólisté v současnosti uspěli Avril Lavigne, Nelly Furtado či Michael Bublé, Justin Bieber, Drake (umělec), The Weeknd a Shawn Mendes. Kritiky byla vždy velmi oceňována Joni Mitchellová či představitelka „keltské“ hudby, harmonikářka Loreena McKennittová.
Jako hudební producent se prosadil David Foster.

### Film a divadlo

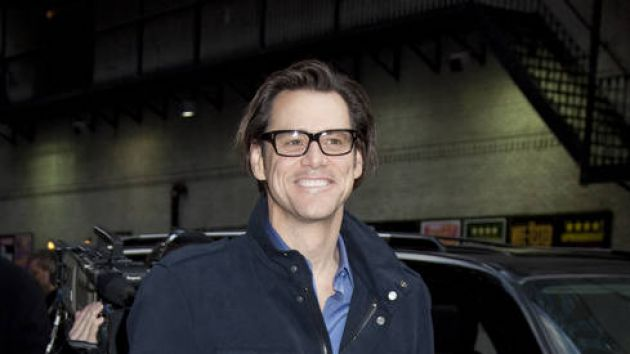
Jim Carrey

Kanaďané se tradičně prosazují i v Hollywoodu a v amerických televizních produkcích, které jim jsou schopné zajistit globální popularitu (kanadský film a televize méně). Hvězdami Hollywoodu byla ještě v němé éře Marie Dresslerová a Norma Shearerová. V éře klasického Hollywoodu to byla Mary Pickfordová. Později se hvězdami pláten stali Jim Carrey, Christopher Plummer, Michael J. Fox, Mike Myers, Keanu Reeves (narozen v Libanonu), Donald Sutherland či Leslie Nielsen. Krotitelé duchů proslavili Dana Aykroyda, Kokosy na sněhu Johna Candyho, série Vřískot Neve Campbellovou. Nedávno proslavily snímky Sherlock Holmes Rachel McAdamsovou, X-men Ellen Pageovou, Matrix Carrie-Anne Mossovou. V seriálu Pobřežní hlídka se proslavila Pamela Andersonová, v seriálu Ztraceni Evangeline Lilly, v seriálu 24 hodin Elisha Cuthbertová a Kiefer Sutherland (narozen v Anglii), v kultovním sci-fi Star Trek William Shatner, v sitcomu Jak jsem poznal vaši matku Cobie Smuldersová, seriálu Castle Nathan Fillion a Stana Katic, v seriálu Beverly Hills 90210 Jason Priestley. K nejmladším kanadským hvězdám, které se prosadili v Americe, patří Ryan Gosling.
Z režisérů se v Hollywoodu prosadili James Cameron a David Cronenberg. K průkopníkům filmu patřil Mack Sennett. Naopak v Kanadě povětšinou tvoří Atom Egoyan (narozen v Egyptě), Denis Villeneuve, Paul Haggis či Denys Arcand, který pro Kanadu získal roku 2003 prvního Oscara za nejlepší cizojazyčný film. Ted Kotcheff získal roku 1974 Zlatého medvěda na Berlínském filmovém festivalu. V americké televizi je známé jméno producenta a scenáristy Davida Shorea, tvůrce seriálu Dr. House či Směr jih.
Legendou tzv. nového cirkusu je sdružení Cirque du Soleil, jeho ústřední postavou byl Guy Laliberté. Sdružení ovšem těžce zasáhla pandemie covidu-19 v roce 2020. Celosvětově známou modelkou je Linda Evangelista.

### Kanadské národní symboly
Kanadské národní symboly jsou silně ovlivněny přírodními podmínkami Kanady, její historií a též tradicemi Prvních národů. Nejrozšířenějším a nejznámějším státním symbolem je javorový list, jehož první používání se datuje až do 18. století a který je vyobrazen na současné kanadské vlajce. Přestože má list jedenáct cípů, symbolizují tyto cípy deset provincií. Tři části listu k tomu reprezentují tři teritoria. Národním heslem je A Mari Usque Ad Mare (Od moře k moři). Národním zvířetem je bobr, je vyobrazen i na 50 centové minci zvané niklák, nebo na budově kanadského parlamentu.

## Věda

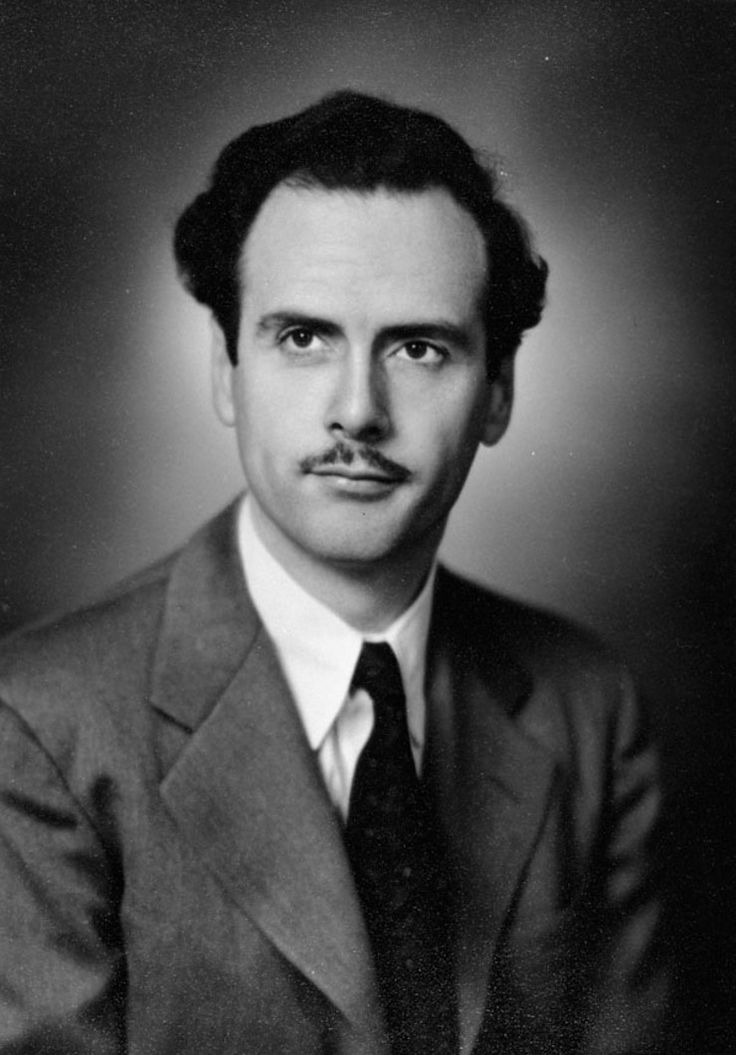
Filozof Marshall McLuhan

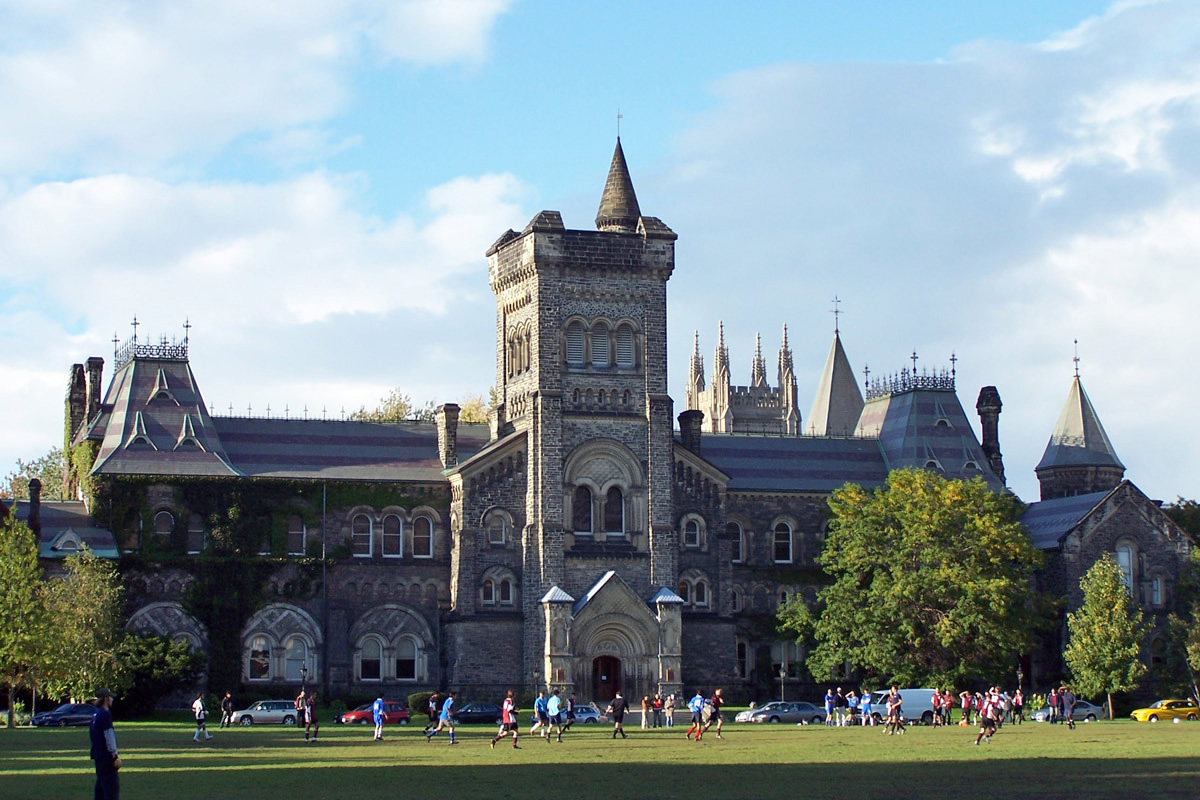
Torontská univerzita

Jako rodilí Kanaďané přebírali Nobelovu cenu za fyziku Arthur B. McDonald, Willard Boyle (též občan USA), Bertram Brockhouse, Richard Taylor, Arthur B. McDonald, Donna Stricklandová a James Peebles. V Kanadě se narodili také nositelé Nobelovy ceny za chemii Rudolph A. Marcus (též občan USA), Sidney Altman, Henry Taube a William Giauque (též občan USA). Krom toho toto ocenění získali i naturalizovaní Kanaďané Michael Smith (narozen v Anglii), John Charles Polanyi (narozen v Německu) a Gerhard Herzberg (narozen v Německu). Nobelovu cenu za fyziologii nebo lékařství získali Kanaďané Ralph M. Steinman, David H. Hubel (též občan USA), Charles B. Huggins (též občan USA) a Frederick Banting. Navíc také dva muži, kteří získali kanadské občanství až v průběhu života: Jack W. Szostak (narozen v Anglii) a John James Rickard Macleod (narozen ve Skotsku).
Naturalizovaným Kanaďanem byl také slavný vynálezce telefonu Alexander Graham Bell (narozen ve Skotsku). Velmi rozvinutá je v Kanadě již tradičně počítačová věda, Kanaďany byli vynálezce jazyka Java James Gosling, jazyka Unix Brian Kernighan, jazyka APL Kenneth Iverson, jazyka Awk Alfred Aho či standardu IEEE 754 William Kahan. K významným matematikům patřili nositel Fieldsovy medaile Manjul Bhargava a Abelovy ceny Louis Nirenberg a Robert Langlands. Fieldsova medaile se ostatně jmenuje po dalším Kanaďanovi: Johnu Charlesi Fieldsovi. Kanadským průkopníkem v oblasti elektromagnetismu, radiového a rozhlasového vysílání byl vynálezce Reginald Fessenden. V oblasti zbraní, konkrétně děl s velkým dostřelem, bádal Gerald Bull. Norman Bethune proslul jako průkopník krevní transfúze ve frontových podmínkách (během španělské občanské války) a zaváděl moderní zdravotní péči v Číně. Farmakoložka Frances Oldham Kelseyová se proslavila ve Spojených státech, když včas rozpoznala nebezpečnost léčivé látky thalidomid a zasadila se o zákaz jejího šíření. James Randi je známým propagátorem vědeckého skepticismu.
V oblasti humanitních a sociálních věd patří k nejproslulejším Kanaďanům filozof a teoretik médií Marshall McLuhan. Jeho učitelem a mužem, který McLuhana přivedl k vnímání klíčovosti komunikace v dějinách civilizací, byl Harold Innis. Americkou politiku nesmírně ovlivnil politický filozof a představitel liberalismu John Kenneth Galbraith. V politologii se prosadila i kritička konzumerismu a kapitalismu Naomi Kleinová, tzv. komunitarismus propaguje Charles Taylor, ikonou konzervatismu se stal Jordan Peterson. Nejslavnějším kanadským sociologem byl Erving Goffman. Douglas Coupland zavedl populární koncepty Generace X či tzv. McJob. Bestsellerem Bod zlomu se proslavil Malcolm Gladwell (narozen v Anglii). Nejvýznamnějším kanadským psychologem je Albert Bandura, autor slavného experimentu s panenkou Bobo. Významnými psychology byli i Donald Hebb a Mary Ainsworthová. Eric Berne přidal do seznamu psychoterapeutických metod tzv. transakční analýzu. V současnosti velmi populární komputační teorii mysli rozvíjí Steven Pinker. Důležitým představitelem literární vědy 20. století byl Northrop Frye. Kanaďané Robert Mundell, Myron Scholes a William Vickrey získali Nobelovu cenu za ekonomii.
Nejstarší univerzitou v Kanadě je Université Laval v Québecu, jejíž kořeny sahají do roku 1663. Největší univerzitou v zemi je Torontská univerzita. Ta je hodnocena rovněž jako nejkvalitnější v zemi - podle šanghajského žebříčku je 24. nejkvalitnější na světě. V první stovce nejlepších vysokých škol na světě se drží ještě Univerzita Britské Kolumbie, McGillova univerzita a McMasterova univerzita. Většina kanadských vysokých škol je veřejných. Podle studie OECD z roku 2019 má Kanada největší procento vysokoškolsky vzdělaných lidí na světě - 56.71%.

## Sport

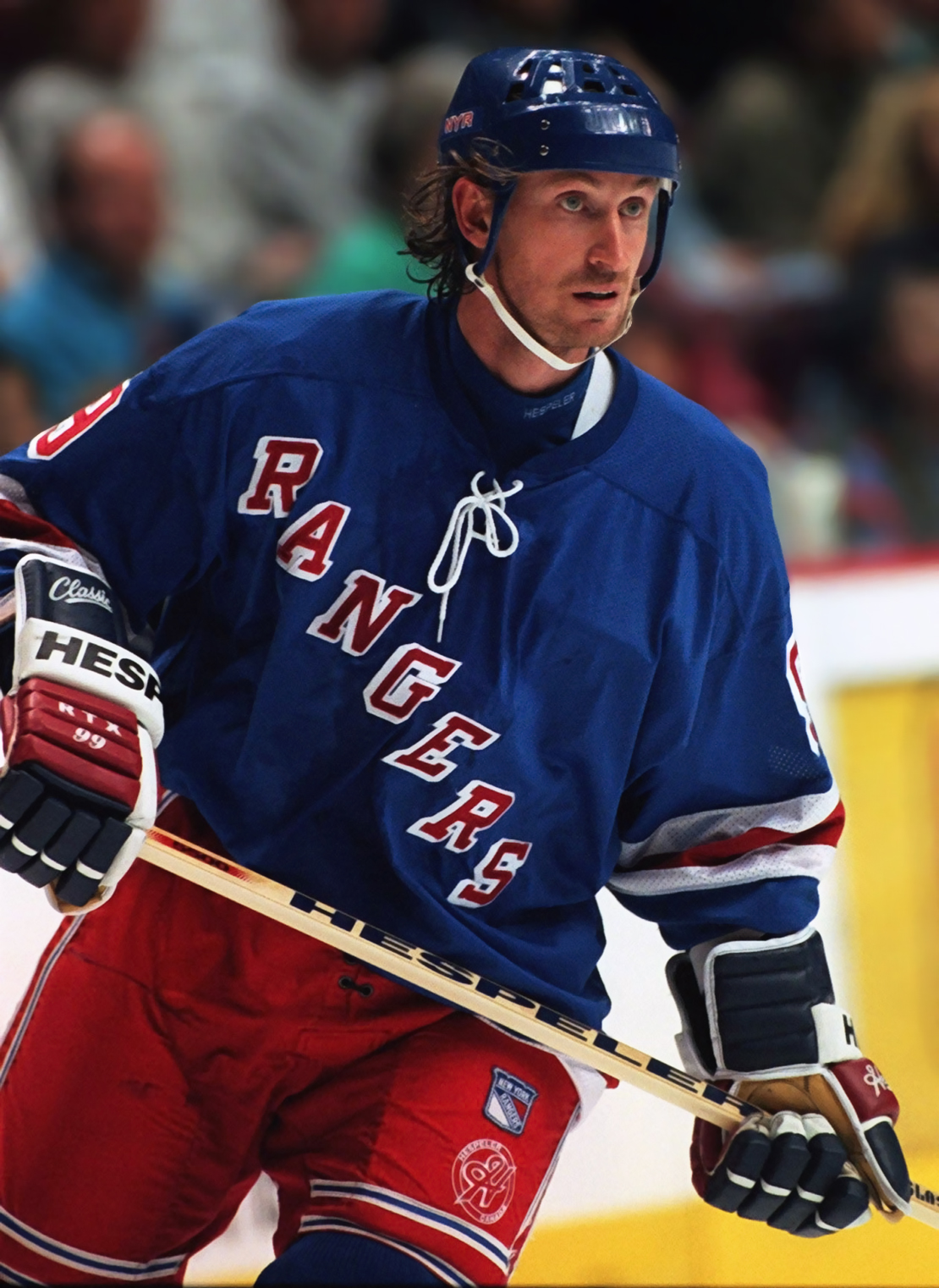
Wayne Gretzky

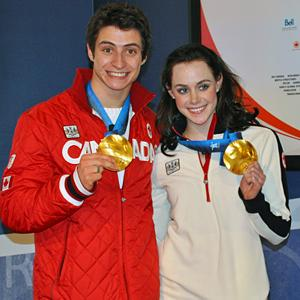
Scott Moir a Tessa Virtue

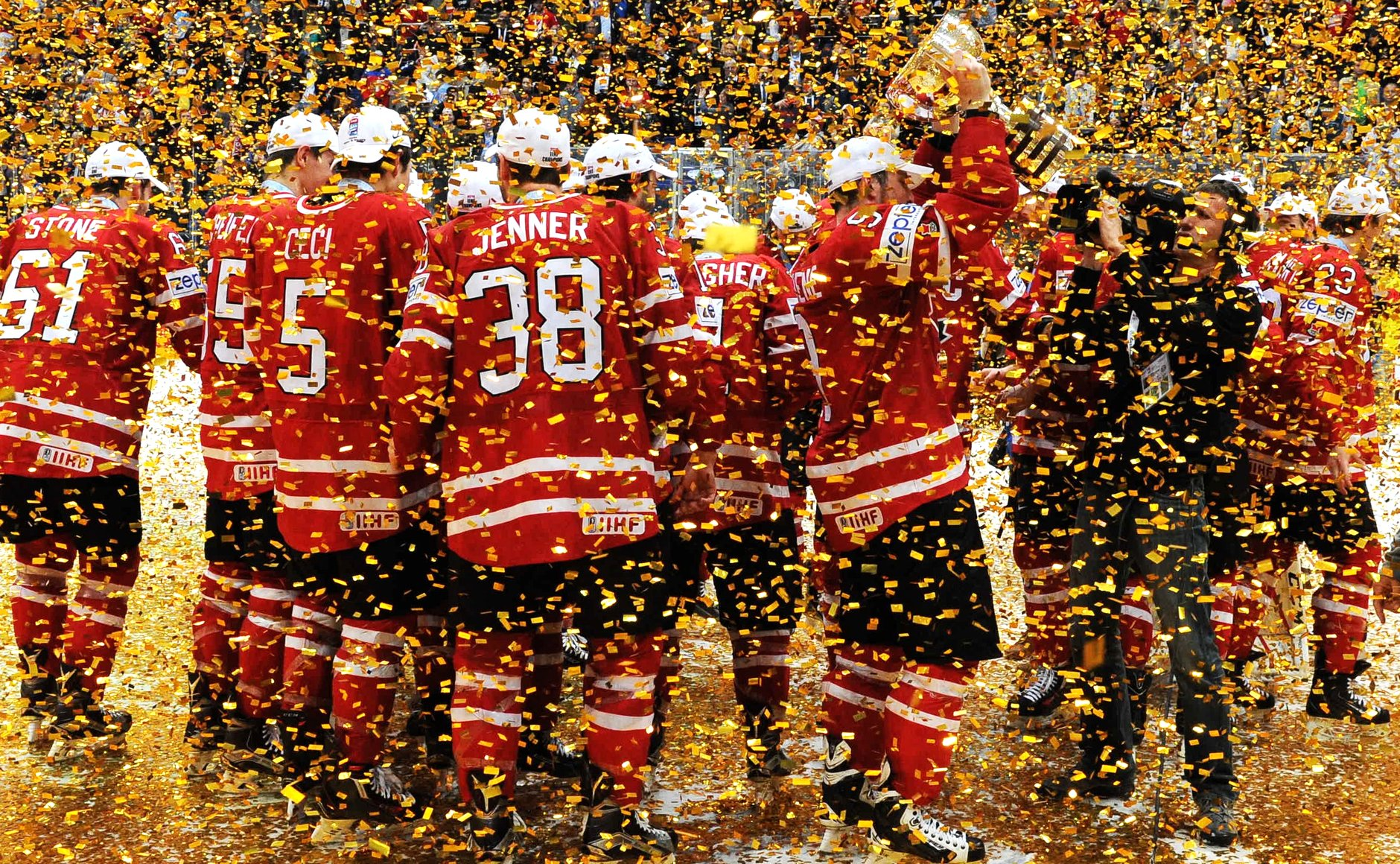
Hokejisté Kanady slavící mistrovský titul

Kanadskými oficiálními národními sporty jsou lední hokej (zimní sport) a lakros (letní). Zejména hokej je národní kratochvíle a nejpopulárnější sport v zemi (v roce 2004 bylo v zemi 1,64 miliónů lidí aktivně hrajících hokej). Sedm kanadských týmů se účastní NHL (Toronto Maple Leafs, Montreal Canadiens, Vancouver Canucks, Ottawa Senators, Calgary Flames, Edmonton Oilers a Winnipeg Jets). Wayne Gretzky je často označován za nejlepšího hokejistu všech dob. K jen o trochu méně oceňovaným legendám světového hokeje patří i další Kanaďané jako Mario Lemieux, Gordie Howe, Sidney Crosby, Bobby Orr, Mark Messier, Maurice Richard, Joe Sakic, Bobby Hull, Marcel Dionne, Steve Yzerman, Phil Esposito či Martin Brodeur, a v neposlední řadě nový generační talent a nejlepší hráč světa od roku 2018 Connor McDavid. V Kanadě je ovšem populární i ženský lední hokej, k nejslavnějším hokejistkám patří Hayley Wickenheiserová, čtyřnásobná zlatá olympijská medailistka, někdy zvaná „Gretzky mezi ženami“. Stejnou olympijskou bilanci má i Jayna Heffordová a Caroline Ouelletteová. Kanadská mužská hokejová reprezentace nasbírala 28 titulů mistra světa a devětkrát vyhrála olympijský turnaj, což je více než kterákoli jiná země; započítáme-li i výsledky ženského týmu, je pak zlatých olympijských medailí třináct.
Další oblíbené sporty jsou kanadský fotbal, lakros a curling. Od doby, co byl curling přidán do oficiálního programu olympijských her, v roce 1998, kralují Kanaďané historickým statistikám, muži turnaj třikrát vyhráli, ženy dvakrát. Šokem byl naopak pro Kanadu olympijský turnaj v Pchjongčchangu roku 2018, kdy poprvé v historii ani muži, ani ženy nepřivezli medaili žádnou. Také v lakrosu a akrobatickém lyžování Kanaďané kralují olympijským statistikám. Široce rozšířenými sporty jsou v Kanadě i golf, baseball, lyžařské sporty, fotbal, volejbal a basketbal, byť spíše na soukromé úrovni, profesionální soutěže už tak populární nejsou. Podobně jako v hokeji, i ve fotbale, baseballu a basketbale byly vytvořeny společné americko-kanadské ligy, ovšem účast kanadských klubů v nich není již tak hojná – ve fotbalové Major League Soccer jsou tři kanadské kluby (Toronto FC, Club de Foot Montréal, Vancouver Whitecaps FC), v baseballové Major League Baseball jeden (Toronto Blue Jays) a v basketbalové NBA také jeden (Toronto Raptors). Od roku 2019 se v Kanadě hraje nová fotbalová liga Canadian Premier League. Kanadská ženská basketbalová reprezentace získala dva bronzy na mistrovství světa (1979, 1986), muži stříbro na olympijských hrách v Berlíně roku 1936.
Mistrem světa v závodech Formule 1 se stal Jacques Villeneuve. Cyklista Ryder Hesjedal vyhrál Giro d'Italia. Boxeři Tommy Burns, Trevor Berbick, Lennox Lewis a Bermane Stiverne se stali profesionálním mistry světa v těžké váze. Nejslavnějším kanadským basketbalistou je Steve Nash (narozen v JAR), který se stal dvakrát nejužitečnějším hráčem sezóny NBA. Zajímavostí je, že i zakladatel basketbalu James Naismith byl Kanaďan, i když sport se ujal nakonec více v USA. Velkým sportovním symbolem je jednonohý běžec Terry Fox.
Tři zlaté olympijské medaile má krasobruslařský taneční pár Scott Moir a Tessa Virtueová, rychlobruslaři Charles Hamelin a Marc Gagnon a veslařky Kathleen Heddleová a Marnie McBeanová. Dvě zlaté mají rychlobruslaři Catriona LeMayová-Doanová, Gaétan Boucher a François-Louis Tremblay, biatlonistka Myriam Bédardová, bobistky Kaillie Humphriesová a Heather Moyseová, plavci Alex Baumann a George Hodgson, synchronizovaná plavkyně Carolyn Waldo a lyžař na boulích Alexandre Bilodeau. Také sprinteři Donovan Bailey, rodák z Jamajky, a Percy Williams jsou dvojnásobnými zlatými olympijskými medailisty. Ke sportovním ikonám Kanady patří i rychlobruslařka Clara Hughesová, která dokázala získat zlato ze zimních a bronz z letních olympijských her (v cyklistice). K roku 2021 Kanada získala 141 zlatých olympijských medailí, nejvíce v atletice.
Třikrát se v Kanadě konaly olympijské hry. V roce 1976 v Montrealu letní, dvakrát pak zimní, v roce 1988 v Calgary a v roce 2010 ve Vancouveru. V roce 2026 bude Kanada spolu se Spojenými státy a Mexikem spolupořádat mistrovství světa ve fotbale.